# Australische Rugby-Union-Nationalmannschaft
Die australische Rugby-Union-Nationalmannschaft (englisch Australia national rugby union team) ist die Nationalmannschaft Australiens in der Sportart Rugby Union und repräsentiert das Land bei allen Länderspielen (Test Matches) der Männer. Sie wird meist als Wallabies (dt.: Wallabys) bezeichnet. Dieser Begriff bezieht sich auf mehrere Arten aus der Familie der Kängurus, die wiederum die Nationaltiere des Landes sind.
Seine wichtigsten internationalen Auftritte hat das Team bei den alle vier Jahre stattfindenden Weltmeisterschaften. Die Wallabies traten seit ihrer Einführung im Jahr 1987 immer an und sind – nach Neuseeland und Südafrika – die dritterfolgreichste Mannschaft dieses Turniers mit zwei Titeln. Den Wallabies gelang der Sieg im Finale der Weltmeisterschaft 1991 gegen England und im Finale der Weltmeisterschaft 1999 gegen Frankreich. Außerdem stand Australien im Finale der Weltmeisterschaft 2003 und der Weltmeisterschaft 2015, verlor aber gegen England bzw. Neuseeland.
Seit 1996 nehmen die Wallabies am jährlich stattfindenden Turnier Rugby Championship teil (bis 2011 als Tri Nations bekannt). Teilnehmer sind die vier besten Nationalmannschaften der südlichen Hemisphäre: die Pumas aus Argentinien, die All Blacks aus Neuseeland, die Springboks aus Südafrika und die Wallabies. Im Rahmen der Rugby Championship spielen die Wallabies gegen Argentinien um die Puma Trophy, gegen Neuseeland um den Bledisloe Cup und gegen Südafrika um die Mandela Challenge Plate. Die Wallabies haben das Tri Nations dreimal für sich entschieden (2000, 2001 und 2011), im Jahr 2015 erstmals auch die Rugby Championship.
Ihr erstes Länderspiel trugen die Wallabies 1899 aus, als Australien gegen die British Lions antrat. Der Zentralverband, unter dem auch die Wallabies zusammengefasst sind, ist Rugby Australia, der neben zehn anderen zur ersten Stärkeklasse (first tier) des Weltverbandes World Rugby zählt. Das Nationalteam trägt sowohl bei ihren Heim- als auch bei ihren Auswärtsspielen die traditionellen Sportfarben des Landes, grün und gold. 2001 zeichnete World Rugby sie als „Mannschaft des Jahres“ aus. 16 ehemalige Spieler wurden in die World Rugby Hall of Fame aufgenommen.

## Organisation

Karte der australischen Regionalverbände und deren Mannschaften

Verantwortlich für die Organisation von Rugby Union in Australien ist der Verband Rugby Australia, bis 2017 Australian Rugby Union (ARU), genannt. Die ARU wurde 1949 gegründet und trat im selben Jahr dem International Rugby Football Board (IRFB; heute World Rugby) bei. Der australische Verband war außerdem im Jahr 2000 Gründungsmitglied des Kontinentalverbandes Federation of Oceania Rugby Unions (FORU; heute Oceania Rugby). Rugby Australia umfasst acht Regionalverbände, die jeweils einen Bundesstaat bzw. Territorium repräsentieren. Die höchste Rugby-Union-Liga in Australien ist Super Rugby, die zusammen mit Mannschaften aus Neuseeland, einer in Fidschi und einer im Stillen Ozean (faktisch die Cookinseln, Fidschi, Samoa und Tonga) ausgetragen wird.
Neben der eigentlichen Nationalmannschaft ruft Rugby Australia weitere Auswahlmannschaften zusammen. Die Junior Wallabies bilden die U-20-Nationalmannschaft und nehmen an der entsprechenden Rugby Championship sowie den Weltmeisterschaften teil. Kinder und Jugendliche werden bereits in der Schule an den Rugbysport herangeführt und je nach Interesse und Talent beginnt dann die Ausbildung. Für Schüler gibt es die Nationalmannschaft der Australian Schoolboys, die sich als Vorstufe zu den Wallabies entwickelt hat.

## Geschichte

### Die Anfänge
Europäische Einwanderer spielten schon sehr früh fußballähnliche Spiele, der erste Zeitungsbericht darüber erschien 1829 in Sydney. Die meisten dieser frühen Partien fanden im Rahmen lokaler Feste statt, wobei es keine klaren Regeln und keine kodifizierte Version gab. Die damals gespielten Varianten enthielten Elemente verschiedener heute existierender Regelwerke, darunter Australian Football, Fußball und Rugby. Trafen zwei Mannschaften aufeinander, mussten sie jeweils vor Spielbeginn die anzuwendenden Regeln festlegen. Welche Varianten in welcher Gegend vorherrschten, lässt sich nicht mehr nachvollziehen, zumal sie alle als football bezeichnet wurden. Der erste Verein außerhalb des Mutterlandes Großbritannien, der kodifizierten Rugby-Regeln folgte (der weltweit achtälteste), war der im Jahr 1863 gegründete Sydney University Football Club, der am 19. August 1865 das erste offizielle Spiel organisierte.
1874 entstand als erster Verband die Southern Rugby Union (heute New South Wales Rugby Union), die im selben Jahr in der Region um Sydney die erste Meisterschaft durchführte. Zwei Jahre später folgte die erste Meisterschaft rund um Brisbane, organisiert ab 1883 durch die Northern Rugby Union (heute Queensland Rugby Union). Rugby erwies sich in New South Wales und Queensland bald als führende Ballsportart, nicht zuletzt wegen der ab 1882 regelmäßig durchgeführten Begegnungen zwischen den Auswahlteams beider Kolonien. Hingegen hatte Rugby in den übrigen Kolonien (Victoria, South Australia, Western Australia und Tasmanien) stets einen schweren Stand und geriet gegenüber dem dort vorherrschenden Australian Football rasch ins Hintertreffen. Die Anhänger von Australian Football wiederum versuchten, ihren Sport auch in New South Wales zu etablieren. Ein 1880 gegründeter Regionalverband hatte damit zunächst einigen Erfolg, doch verschiedene gesellschaftliche und wirtschaftliche Faktoren führten dazu, dass er sich bereits 1893 wieder auflöste und die beiden östlichen Kolonien bzw. späteren Bundesstaaten fest in der Hand von Rugby blieben.

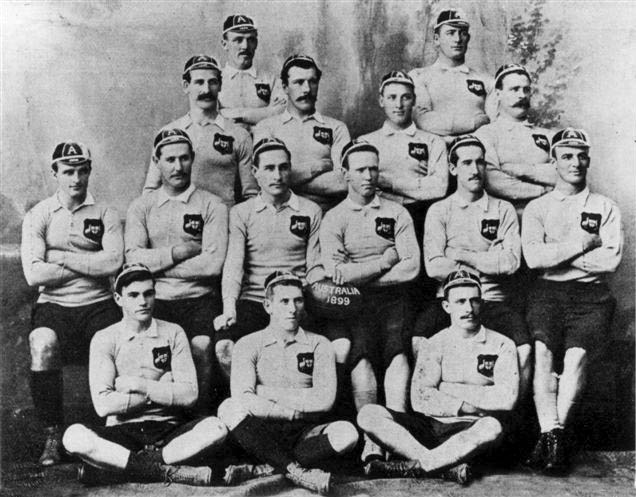
Australische Mannschaft 1899

1882 führte die Southern Rugby Union als weltweit erster Verband eine Tour in ein anderes Land durch, als ihre Auswahl, die Waratahs, in Neuseeland fünf Spiele bestritt. 1896 folgte die Auswahl Queenslands, genannt Queensland Reds, diesem Beispiel. Das erste Test Match einer gesamtaustralischen Auswahl fand am 24. Juni 1899 im Sydney Cricket Ground statt, als sie die tourenden British Lions von den Britischen Inseln empfing. Während sie die erste Partie mit 13:3 gewann, verlor sie die drei übrigen. Die Mannschaft bestand aus sechs Spielern aus Queensland und neun aus New South Wales. Sie spielte in Sydney im blauen Trikot von New South Wales und in Brisbane im kastanienbraunen Queensland-Trikot, aber jeweils mit dem australischen Wappen anstelle der Logos der beiden Verbände.

### Frühes 20. Jahrhundert

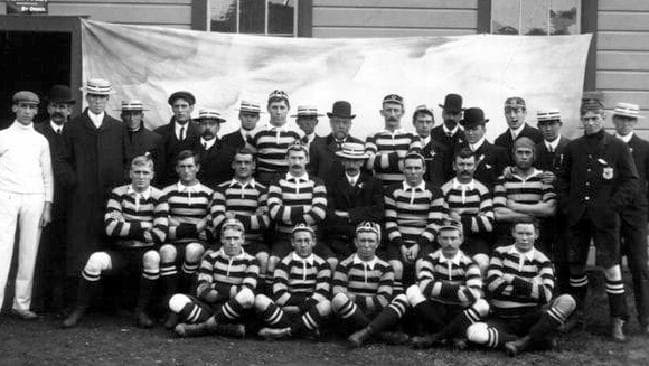
Australische Mannschaft 1905

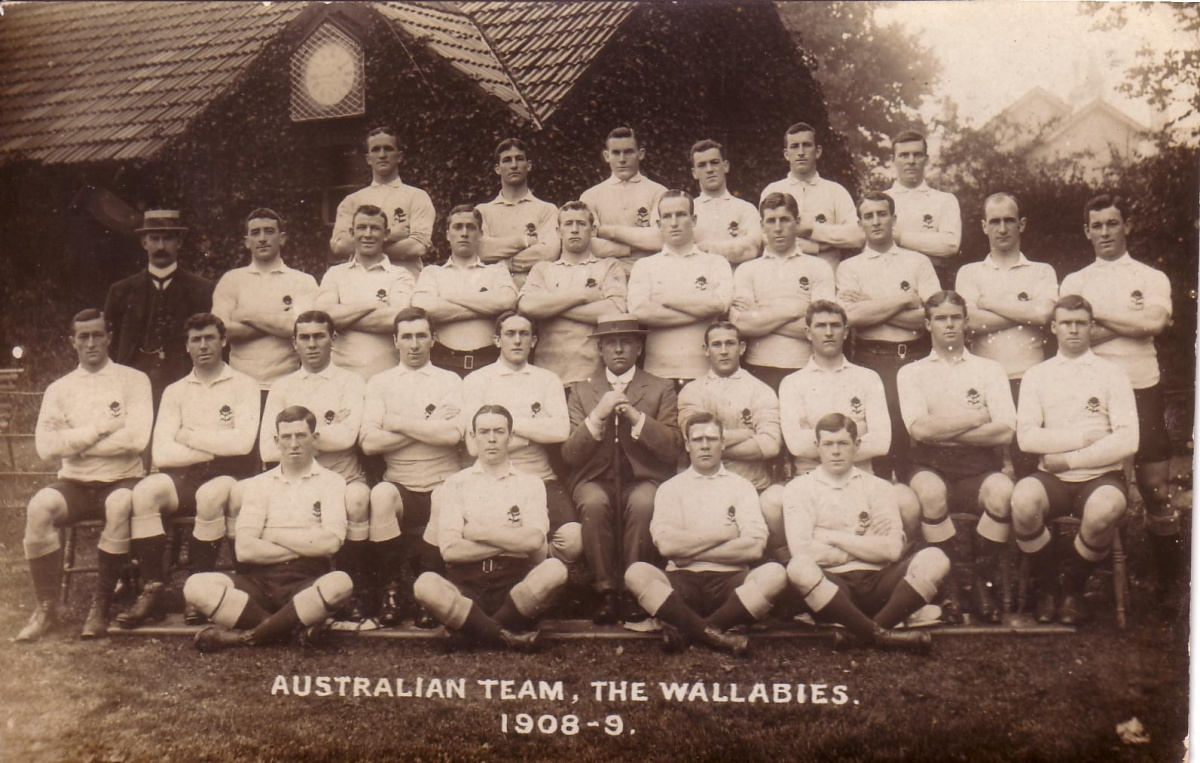
Die australische Mannschaft der Tour 1908/09

Die erste Begegnung zwischen Australien und den All Blacks aus Neuseeland fand am 15. August 1903 in Sydney statt und ging mit 3:22 verloren. Die Tour der All Blacks führte vorübergehend zu einem Popularitätsschub für den Rugbysport, als deutlich mehr Zuschauer die Spiele in Sydney und Brisbane besuchten. Ein Jahr später waren die British Lions erneut zu Besuch und die Australier verloren alle drei Test Matches. Die Gründung der New South Wales Football League (NSWFL) im Jahr 1903 führte zu einer Schwächung des Rugbysports in New South Wales, da mehrere führende Privatschulen einige Jahre lang nur noch Australian-Football-Spiele anstatt Rugbyspiele veranstalteten. Kurze Zeit schien es sogar, als ob sich Australian Football auch in der Gunst des Publikums durchsetzen würde. Schwer getroffen wurde der reine Amateursport Rugby Union in seiner Hochburg durch die Einführung von Rugby League im Jahr 1905. Zahlreiche Vereine im Raum Sydney wechselten zur professionell betriebenen Variante und gründeten einen eigenen Verband, der vor allem katholische Schulen zu einem Wechsel zum League-Code überzeugen konnte. Diese Schulen gelten bis heute als Stützpfeiler der League-Dominanz im Großraum Sydney. Prominente Nationalspieler wie Dally Messenger wechselten ebenfalls und verhalfen der Konkurrenz zum Durchbruch. Im selben Jahr fand die erste Tour nach Neuseeland statt.
1908/09 unternahm die Nationalmannschaft ihre erste mehrmonatige Tour nach Großbritannien und Nordamerika. Bei den Olympischen Spielen 1908 in London, die während der Tour stattfanden, gewannen die Wallabies die Goldmedaille mit einem 32:3-Sieg im einzigen Spiel des Turniers gegen die Grafschaftsauswahl von Cornwall. Das erste Test Match gegen Wales ging mit 6:9 verloren, hingegen konnten die Wallabies England mit 9:3 bezwingen und somit ihren ersten Auswärtssieg feiern. Als die Mannschaft nach Hause zurückkehrte, wechselten elf mitgereiste Spieler zu League-Vereinen.
Neben dem Gegensatz zwischen Amateur- und Profisport entwickelte sich auch ein kultureller Gegensatz: Rugby Union galt zunehmend als Sportart der gebildeten, britisch geprägten Ober- und Mittelschicht. Hingegen fand Rugby League seine Anhänger vor allem in der Arbeiterschaft, die überwiegend aus katholischen Iren bestand und dem britischen Empire skeptisch bis feindselig gegenüberstand. Das althergebrachte Rugby Union war für sie ein Inbegriff des Imperialismus. Häufig war das Personal von League-Vereinen mit jenem von Zweigstellen der Australian Labor Party identisch. Innerhalb weniger Jahre stieg League zur dominierenden Variante auf, während der Stern von Union zu sinken begann.

### Auswirkungen der Weltkriege
Härter noch traf Rugby Union der Erste Weltkrieg. Alle Sportverbände waren mit der Frage konfrontiert, ob es weiterhin angebracht sei, einen Spielbetrieb aufrechtzuerhalten, wenn Tausende junger Australier auf den europäischen Schlachtfeldern ihr Leben ließen. Die Verbände für Australian Football und Rugby League entschieden, weiterhin Meisterschaften durchzuführen, während die Rugby-Union-Verbände ihre Aktivitäten für die Dauer des Krieges komplett einstellten und ihren Konkurrenten fortlaufend vorwarfen, unpatriotisch zu handeln. Der damals entstandene gesellschaftliche Graben prägte die Beziehungen zwischen den Sportarten und ihren Anhängern jahrzehntelang. Im Verlaufe des Krieges standen mehr als 35 Nationalspieler im aktiven Kriegseinsatz, wobei zehn von ihnen starben. Nach Kriegsende wechselten wiederum zahlreiche Union-Spieler zu League-Vereinen. 1920 löste sich der Verband von Queensland mangels Spielern sogar auf.
In den 1920er Jahren waren die Wallabies de facto identisch mit den Waratahs, der Auswahl von New South Wales, da nur dort ein geregelter Spielbetrieb existierte. Die Waratahs maßen sich regelmäßig mit den Springboks aus Südafrika und den neuseeländischen All Blacks, wobei sie überwiegend als Verlierer vom Platz gingen. Diesen Begegnungen erkannte der australische Verband nachträglich den Test-Match-Status zu, nicht jedoch die Verbände Südafrikas und Neuseelands. 1927/28 tourten die Waratahs ein halbes Jahr lang höchst erfolgreich durch Europa und Kanada, wobei sie 31 von 37 Spielen für sich entschieden. Unter anderem bezwangen sie die Nationalteams von Irland, Wales und Frankreich, verloren aber gegen Schottland und England; alle diese Begegnungen gelten nachträglich als Test Matches. 1928 löste die Neugründung des Verbandes Queensland Rugby Union eine Aufbruchstimmung aus, die zur Wiedereinführung einer offiziellen Nationalmannschaft führte und ein Jahr später in drei Siegen in Folge gegen die All Blacks gipfelte.
1931 stiftete Lord Bledisloe, der Generalgouverneur Neuseelands, einen Pokal, um den die Mannschaften Neuseelands und Australiens regelmäßig spielen sollten. 1934 gelang es den Wallabies erstmals, den Bledisloe Cup zu erobern. Ein Jahr zuvor waren sie erstmals in Südafrika zu Gast gewesen, wobei sie drei Test Matches gegen die Springboks verloren und zwei gewinnen konnten. Nach ihrer erfolgreichen Tour in Neuseeland besuchten die Springboks 1937 Australien und gewannen dort zwei Test Matches. Die für 1939 geplante Tour der Wallabies nach Europa konnte nicht wie geplant durchgeführt werden. Nur einen Tag nach der Ankunft in England brach der Zweite Weltkrieg aus und alle Spiele wurden abgesagt. Nach einem zweiwöchigen Aufenthalt kehrten die Wallabies in ihre Heimat zurück. Das einzige Spiel bestritten sie während eines Zwischenstopps in Mumbai. Währenddessen beschlossen die führenden Verbände, zumindest einen eingeschränkten Spielbetrieb aufrechtzuerhalten, um die im Ersten Weltkrieg gemachten Fehler vermeiden.

### Nachkriegsjahre

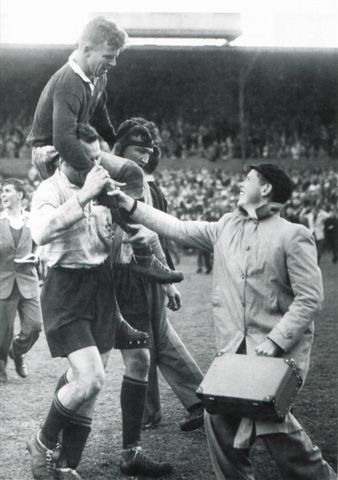
Der Wallabies-Kapitän John Solomon wird von den Springboks getragen (1953)

Das erste Test Match nach Kriegsende wurde 1946 in Dunedin zwischen Australien und Neuseeland ausgespielt, die All Blacks gewannen mit 31:8. Auch die vier übrigen Test Matches dieser Tour (darunter eines gegen die New Zealand Māori) gingen verloren. 1947/48 unternahmen die Wallabies eine erfolgreiche Tour durch Europa und Nordamerika, auf der sie 32 von 39 Spielen gewannen. Sie entschieden drei der fünf Test Matches für sich, wobei sie sich den Walisern und Franzosen geschlagen geben mussten. 1949 empfingen die Wallabies die Māori für drei Test Matches; beide Mannschaften gewannen je ein Spiel und spielten einmal Unentschieden. Im selben Jahr spielten die Wallabies zweimal auswärts gegen die All Blacks und holten erstmals den Bledisloe Cup auf neuseeländischem Boden. Die Neuseeländer wiesen danach stets darauf hin, dass sie nur eine B-Mannschaft aufgestellt hätten, denn das eigentliche Nationalteam war damals zur selben Zeit in Südafrika unterwegs. Aus Sicht der Neuseeländer konnten erst die drei Test Matches der All Blacks in Australien zwei Jahre später als gleichwertig betrachtet werden (sie endeten mit drei australischen Niederlagen).
Ebenfalls 1949 erfolgte die Gründung des gesamtaustralischen Verbandes Australian Rugby Football Union (später Australian Rugby Union; heute Rugby Australia genannt), worauf die bisher praktisch allein bestimmenden Verbände von New South Wales und Queensland sich diesem unterordneten. Der Hauptgrund für den Zusammenschluss war die Einladung des International Rugby Football Board (IRFB; heute World Rugby) an Australien, Neuseeland und Südafrika, sich dem internationalen Verband als Vollmitglieder anzuschließen. Die IRFB hatte zuvor nur die Verbände der vier britischen Home Nations (England, Irland, Schottland und Wales) umfasst. Australien war seit 1926 ein assoziiertes Mitglied gewesen und konnte seine Anliegen über die Delegierten des englischen Verbandes einbringen.
Die British Lions tourten 1950 durch Australien und gewannen beide Test Matches. Im folgenden Jahr waren die All Blacks zu Besuch und konnten alle drei Test Matches gegen die Wallabies gewinnen. Im Juli und August 1952 spielte Australien erstmals gegen Fidschi und verlor im zweiten Test Match überraschend mit zwei Punkten Unterschied. Einen Monat später rehabilitierten sich die Wallabies mit einem Auswärtssieg gegen Neuseeland. 1953 tourten sie erneut durch Südafrika. Im zweiten Test Match fügten sie den Springboks die erste Niederlage nach 15 Jahren bei. Die Südafrikaner waren von der gezeigten Leistung derart beeindruckt, dass zwei Spieler den australischen Kapitän John Solomon auf ihren Schultern vom Spielfeld trugen. 1957/58 tourten die Wallabies wieder durch Europa, konnten sich aber in keinem der Test Matches gegen die Teilnehmer der Five Nations durchsetzen. Seitdem hat keine Nationalmannschaft der Südhalbkugel diesen Negativrekord wiederholt.

### Durchzogene 1960er und 1970er Jahre
1961 tourten die Wallabies erneut durch Südafrika, wobei sie in beiden Test Matches den Springboks deutlich unterlagen. Nach ihrer Rückkehr erlitten die Wallabies die erste Heimniederlage gegen Frankreich. 1962 spielte Australien fünfmal gegen die All Blacks; bis auf ein Unentschieden gab es jedoch kein Erfolgserlebnis. Nachdem 1963 die erstmals tourenden Engländer bezwungen werden konnten, tourten die Wallabies durch Südafrika und gewannen zwei der vier Test Matches. Zwei Jahre später gelangen den Wallabies zwei Heimsiege gegen die Springboks. Damit entschieden die Australier erstmals überhaupt eine Serie gegen Südafrika für sich. Im Juni 1966 tourten die British Lions durch Australien und bezwangen die Wallabies in beiden Test Matches. Die Tour durch Europa und Kanada im Winter 1966/67 verlief nicht besonders erfolgreich, denn die Wallabies konnten nur 19 von 36 ausgetragenen Spielen gewinnen. Von den fünf Test Matches, die auf dem Programm standen, entschieden sie jene gegen Wales und England für sich, während sie gegen Schottland, Irland und Frankreich Niederlagen einstecken mussten. Nach der Tour empfing Australien Irland in Sydney und unterlag erneut; damit war Irland die erste der Home Nations, der ein Auswärtssieg in der südlichen Hemisphäre gelang. Bis zum Ende der 1960er Jahre folgten – mit Ausnahme eines knappen 11:10-Heimsiegs gegen Frankreich – ausschließlich Niederlagen, unter anderem 1967 dreimal in Folge gegen Neuseeland und 1969 viermal in Folge gegen Südafrika.

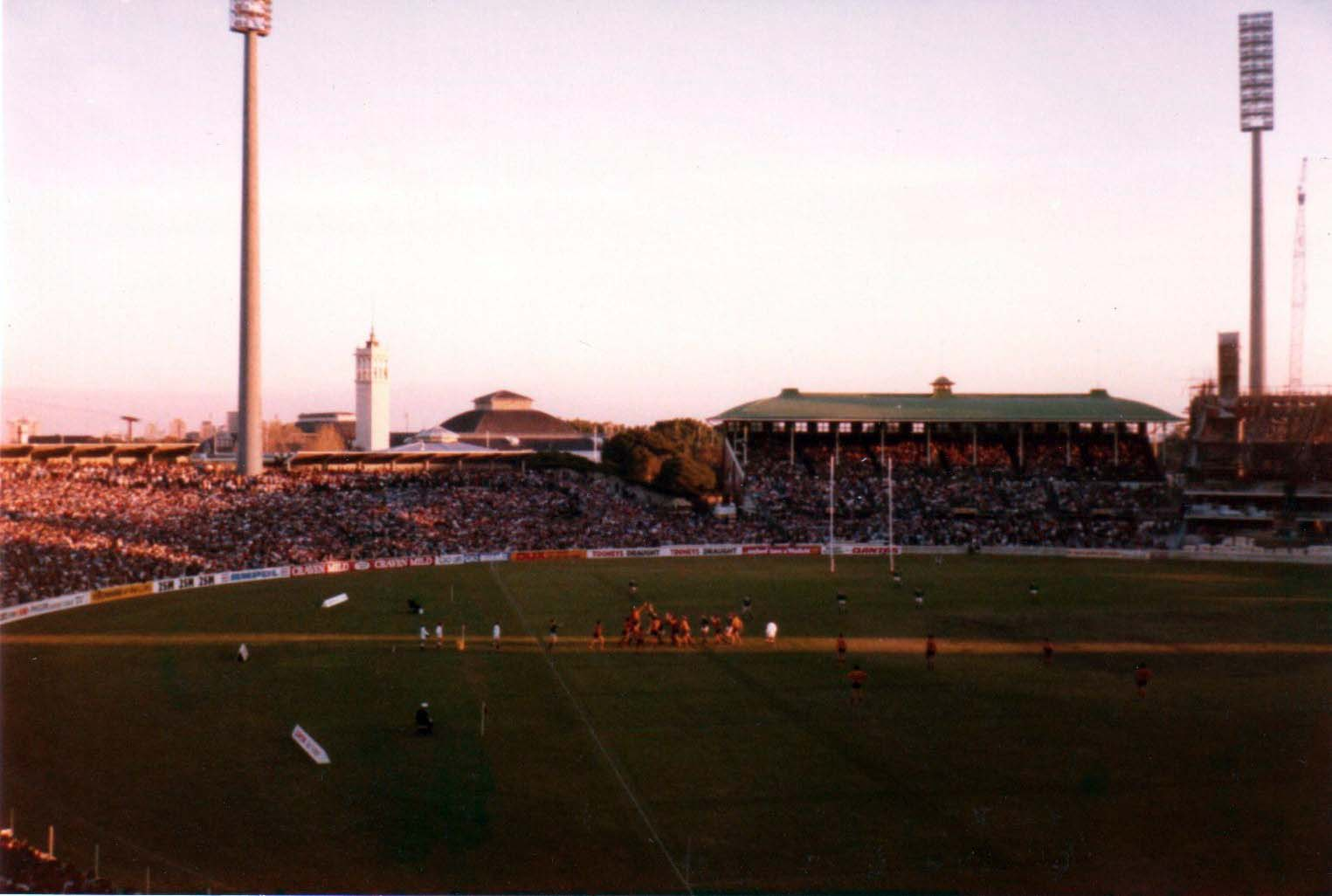
Gasse im zweiten Test Match zwischen Irland und Australien 1979 in Sydney

Die Aktivitäten der Wallabies im Jahr 1971 sollten die umstrittensten in der Geschichte des australischen Rugbysports werden. Im Juli und August statteten die Springboks Australien einen sechswöchigen Besuch ab, nachdem die Wallabies zwei Jahre zuvor zu Gast gewesen waren. Während die australische Regierung den Besuch unterstützte, gab es in Adelaide, Brisbane, Melbourne, Perth und Sydney Protestaktionen gegen die südafrikanische Apartheid. Im Verlaufe dieser Demonstrationen kam es zu Auseinandersetzungen zwischen Teilnehmern und Polizeikräften. Schätzungen zufolge wurden zwischen 500 und 700 Protestierende verhaftet. Zwar wurde die Tour nicht abgebrochen, doch die Sportstätten glichen Festungen mit Stacheldrahtsperren und mussten von einem großen Polizeiaufgebot bewacht werden. Johannes Bjelke-Petersen, der Premierminister von Queensland, erklärte am 14. Juli einen einmonatigen Ausnahmezustand, woraus sich ein 24-stündiger Streik von 125.000 Arbeitern entwickelte. Bis zum Ende der Apartheid gab es keine Spiele gegen die Springboks mehr.
Im November 1971 brachen die Wallabies zu einer Frankreich-Tour auf (ein Sieg und eine Niederlage). Frankreich wiederum besuchte Australien im Juni 1972 für zwei Test Matches, von denen sie eines gewinnen konnten und im zweiten Unentschieden spielten. Danach spielte Australien drei Test Matches gegen die All Blacks in Neuseeland und verlor alle. Im Juni 1973 war erstmals Tonga zu Besuch; im ersten Test Match gelang den Australiern noch der Sieg, sie verloren jedoch das zweite Spiel. Im November 1973 unternahm Australien eine kurze Tour nach Großbritannien, mit zwei deutlichen Niederlagen gegen Wales und England. Die 1974er-Tour der All Blacks nach Australien endete für die Wallabies mit zwei Niederlagen und einem Unentschieden. 1975 konnte sich Australien zuhause gegen England gleich zweimal revanchieren. Daraufhin folgten die beiden ersten Begegnungen mit Japan, die jeweils mit deutlichen australischen Siegen endeten. Während ihrer Europatour 1975/76 verloren die Wallabies gegen Schottland, Wales und England, während sie sich gegen Irland durchsetzten. Auf dem Heimweg legten die Wallabies einen Zwischenhalt in Los Angeles ein und bezwangen die USA bei ihrem ersten Aufeinandertreffen.
Australien beendete das Jahr 1976 mit einer kurzen Tour nach Europa, die zwei Niederlagen gegen Frankreich einbrachte. Nachdem 1977 kein einziges Test Match stattgefunden hatte, folgten 1978 zwei Heimsiege gegen Wales und zwei Auswärtsniederlagen gegen Neuseeland. Das dritte Spiel gegen die All Blacks konnten die Wallabies mit 30:16 für sich entschieden, nicht zuletzt dank vier Versuchen durch den überragenden Greg Cornelsen. Im Juni 1979 besuchte Irland Australien und bezwang die Wallabies in beiden Test Matches. Im Oktober 1979 brachen die Wallabies zu ihrer ersten Tour nach Argentinien auf. Sie verloren ihr erstes Test Match gegen die Pumas und glichen die Serie anschließend mit einem Sieg aus.

### Wachsende Stärke in den 1980er Jahren

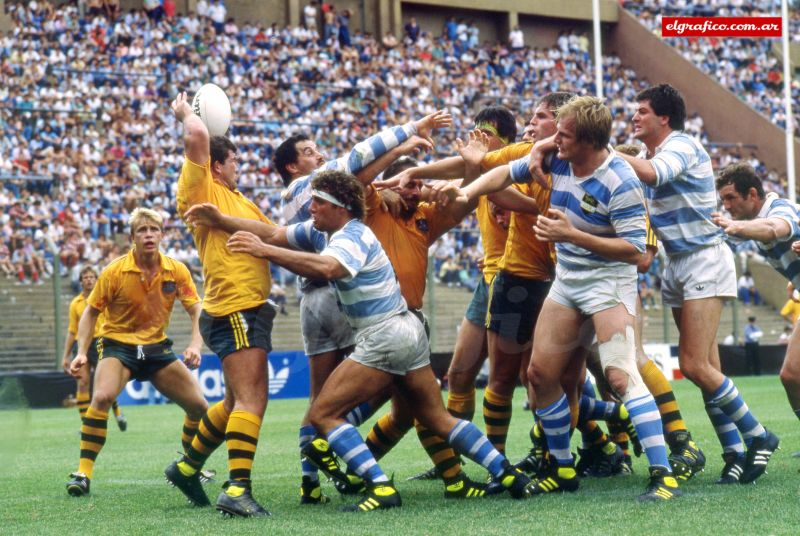
Australien gegen Argentinien im Estadio José Amalfitani, 7. November 1987

1980 nahmen die Wallabies den Bledisloe Cup zum erst vierten Mal in Empfang, nachdem sie die All Blacks zuhause in zwei von drei Test Matches bezwungen hatten. 1981/82 endete die Tour auf die Britischen Inseln enttäuschend, denn in den vier Test Matches schaute nur gegen die Iren ein Sieg heraus; hinzu kamen drei Niederlagen gegen Provinz- und Regionalmannschaften. Allerdings setzte sich die Mannschaft überwiegend aus jungen, unerfahrenen Spielern zusammen, deren beste Zeit erst noch bevorstand. Im Herbst 1984 reisten die Wallabies erneut nach Großbritannien und schafften Historisches: Als erste australische Mannschaft erzielten sie einen Grand Slam, das heißt Siege gegen alle vier Home Nations während derselben Tour. Auch eine stark besetzte Mannschaft des Barbarian FC konnte sie bezwingen. Als besonders herausragender Spieler erwies sich Mark Ella, der in allen vier Test Matches je einen Versuch legen konnte, was vor ihm niemandem gelungen war. Diese Tour leitete den Aufstieg Australiens als gefestigte Kraft im internationalen Rugby ein.
1986 reisten die Wallabies für drei Test Matches nach Neuseeland, um den Bledisloe Cup auszuspielen. Der neuseeländische Rugbysport war damals in Aufruhr, da eine inoffizielle Mannschaft – die New Zealand Cavaliers – den Apartheid-Boykott missachtet hatte und mit den meisten Spielern der All Blacks durch Südafrika getourt war. Nach ihrer Rückkehr nominierte der Verband die Cavaliers nicht für den ersten Test Match der All Blacks, den Australien mit einem Punkt Unterschied gewann. Für die beiden weiteren Spiele waren die Cavaliers wieder zugelassen. Australien entschied die Serie mit 2:1 Siegen für sich und eroberte den Pokal zurück. Erstmals überhaupt entschieden die Wallabies somit eine Test-Match-Serie in Neuseeland für sich. Die australischen und neuseeländischen Verbände waren federführend bei der Einführung der Rugby-Union-Weltmeisterschaft gewesen, weshalb beide Länder gemeinsam die Erstausgabe 1987 organisierten. In der Vorrunde setzten sich die selbstbewusst auftretenden Wallabies souverän gegen England, die USA und Japan durch, im Viertelfinale gegen Irland. Dann jedoch scheiterten sie im Halbfinale mit 26:30 an Frankreich, auch das Spiel um Platz 3 gegen Wales ging verloren.
Die Leistungen der Wallabies waren unter dem seit 1984 amtierenden Trainer Alan Jones zwar kontinuierlich besser geworden, doch er wirkte polarisierend, da er nebenbei auch als Rundfunkmoderator tätig war und viele Spieler mit seinem Führungsstil unzufrieden waren. So kam es insbesondere mit dem einflussreichen Gedrängehalb Nick Farr-Jones zu gravierenden Diskrepanzen. Nach der Weltmeisterschaft 1987 wurde Jones als Trainer entlassen und durch Bob Dwyer ersetzt, der die Wallabies bereits 1982 und 1983 trainiert hatte. Die Heimserie gegen die All Blacks im selben Jahr verlief enttäuschend, als die Wallabies in drei Test Matches nur ein Unentschieden zustande brachten. 1989 besuchten die British Lions erstmals seit 1966 Australien. Nach dem Auftaktsieg verloren die Wallabies die beiden übrigen Test Matches und gaben damit die Serie mit 1:2 aus der Hand. Dwyer identifizierte die mangelnde Dominanz der Stürmer als Hauptfaktor für die verlorene Serie und erklärte für die 1990er Jahre das Ziel, diese Facette des Wallabies-Spiels zu verbessern.

### Weltmeistertitel 1991 und 1999

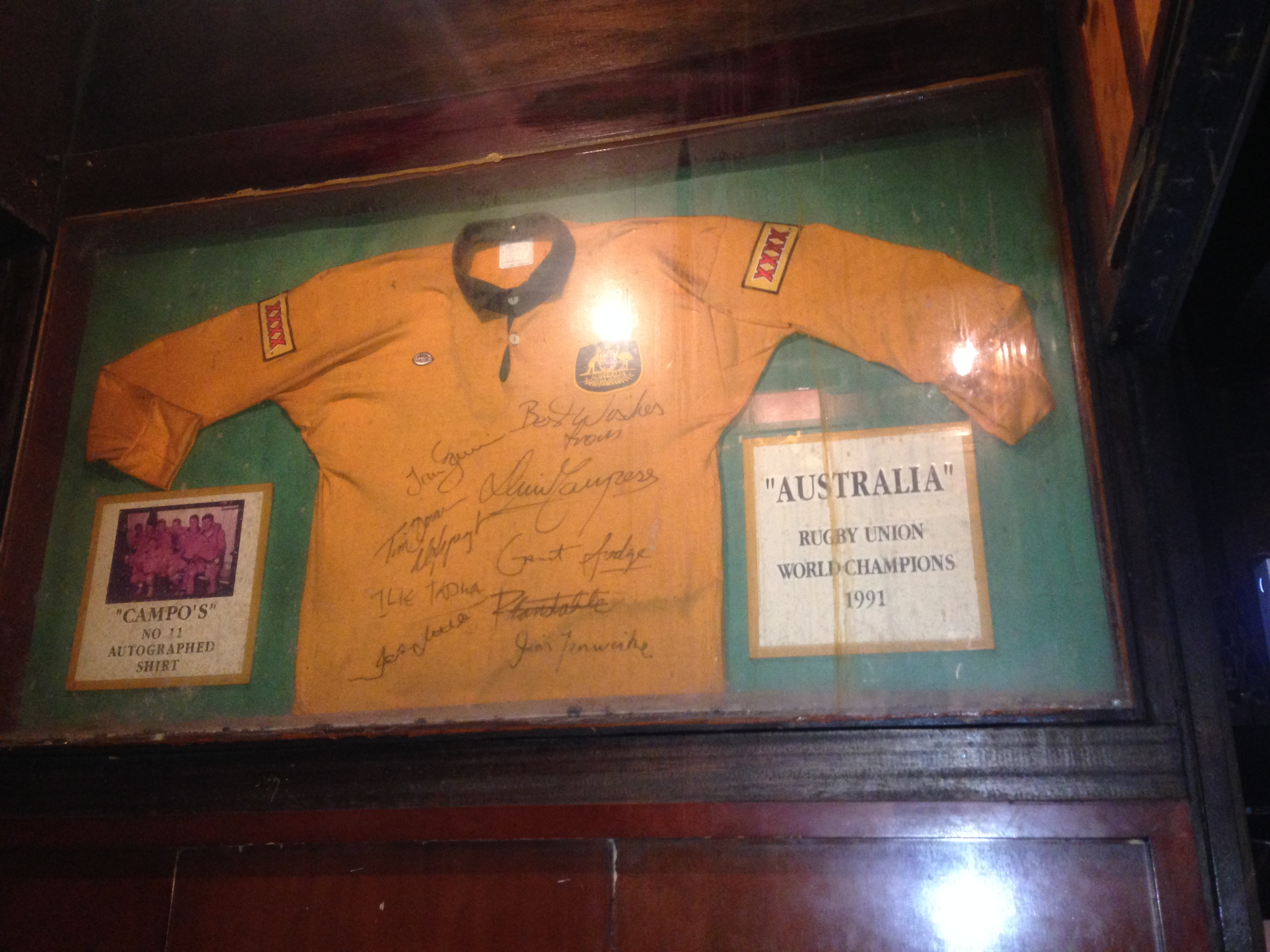
Das Trikot von David Campese, versehen mit Autogrammen, in einer Hongkonger Bar

Im August 1990 gewann Australien nach vier Jahren erstmals wieder ein Spiel in Neuseeland. Auch in der Vorbereitung auf die Weltmeisterschaft 1991 konnten die All Blacks bezwungen werden, ebenso Wales und England. Die Wallabies gingen deshalb die Weltmeisterschaft mit neuem Selbstvertrauen an und setzten sich in der Vorrunde zum Teil deutlich gegen Argentinien, Wales und Samoa durch. Im Viertelfinale standen sie in Dublin gegen Irland unmittelbar vor dem Ausscheiden, als Michael Lynagh wenige Sekunden vor Spielende am Seitenaus des Malfeldes einen Versuch legte, der die Iren aus dem Turnier warf und Australien das Halbfinale gegen Neuseeland bescherte. In diesem setzte sich die Wallabies souverän durch, worauf sie im Finale auf England trafen. Die Engländer veränderten ihr dominantes Spiel in einen mehr flüssigen Spielablauf. Dies war jedoch nicht von Erfolg gekrönt und die Wallabies gewannen mit 12:6. David Campese wurde zum Spieler des Turniers ernannt, nachdem er sechs Versuche zum Weltmeistertitel Australiens beigesteuert hatte.
Als die Springboks 1992 nach dem Ende der Apartheid wieder am internationalen Rugbygeschehen teilnehmen durften, statteten ihnen die Wallabies einen Besuch ab und gewannen das erste Test Match zwischen beiden Mannschaften seit mehr als zwei Jahrzehnten. 1993 erfolgte der Gegenbesuch der Springboks für drei Test Matches in Australien, von denen die Wallabies zwei gewinnen konnten. 1994 gewannen die Wallabies unter anderem je zweimal gegen Irland, Italien und Argentinien. Die Titelverteidigung während der Weltmeisterschaft 1995 in Südafrika begann mit einer Niederlage gegen die Gastgeber, gefolgt von Siegen über Kanada und Rumänien. Im Viertelfinale schieden die Wallabies gegen England aus, nachdem Rob Andrew in der Verlängerung ein Dropgoal zum 22:25-Endstand gelang.
Im August 1995 beschloss der IRFB die Öffnung für Profispieler, um der zunehmenden Abwerbung guter Spieler durch finanzkräftige Rugby-League-Vereine zu begegnen. Noch im selben Jahr gründeten die Verbände Südafrikas, Neuseelands und Australiens das Konsortium SANZAR, um Fernsehübertragungsrechte für zwei neue Wettbewerbe zu vermarkten, die internationale Liga Super 12 (heute Super Rugby) und das Tri-Nations-Turnier der Nationalteams (heute The Rugby Championship). Da die neuen Wettbewerbe kaum noch Zeit für monatelange Überseetouren mehr ließen, nahm diese Tradition der Amateurära ein rasches Ende (mit Ausnahme der Touren der Lions alle vier Jahre). Als Reaktion auf die Professionalisierung des Rugbysports wurde im Oktober 1995 die Rugby Union Players' Association (RUPA) gegründet, welche die Anliegen der australischen Profispieler vertritt.
1996 und 1997, im Rahmen der ersten beiden Austragungen von Tri Nations, gelangen den Wallabies insgesamt nur zwei Siege in acht Test Matches, jeweils zuhause gegen Südafrika; dem gegenüber standen Rekord-Auswärtsniederlagen sowohl gegen die Springboks als auch die All Blacks. Nachdem Rod Macqueen 1998 das Amt des Nationaltrainers übernommen hatte, konnten die Wallabies beide Test Matches gegen Neuseeland für sich entscheiden und den Bledisloe Cup zurückerobern. Im selben Jahr gelang den Wallabies während der Tour einer unerfahrenen englischen Mannschaft in die Südhemisphäre ein Rekordsieg von 76:0, bis heute die höchste Niederlage der Engländer. 1999 folgte die Verteidigung des Bledisloe Cup, nachdem die Wallabies die All Blacks in Sydney mit 28:7 bezwangen, gleichbedeutend mit der bis heute höchsten Niederlage Neuseelands.
Während der Weltmeisterschaft 1999 schlossen die Wallabies die Gruppenphase als Erstplatzierte ab, nachdem sie in den drei Spielen gegen Rumänien, Irland und die USA zusammen nur 31 Punkte zugelassen hatten. Im Viertelfinale trafen die Wallabies auf Wales, gewannen souverän mit 24:9 und zogen ins Halbfinale ein. In diesem schlugen sie Titelverteidiger Südafrika mit 27:21. Dabei fiel die Entscheidung in der Verlängerung durch ein Dropgoal von Verbindungshalb Stephen Larkham und einen Straftritt von Schlussmann Matt Burke. Australien gelang im Finale im Millennium Stadium ein müheloser 35:12-Sieg über die ermüdet wirkenden Franzosen, die zuvor im Halbfinale die favorisierten Neuseeländer ausgeschaltet hatten. Die meisten Punkte zu diesem Erfolg trug Burke bei. Somit waren die Wallabies die erste Mannschaft, die den Webb Ellis Cup zum zweiten Mal in Empfang nehmen durfte. Aufgrund ihrer herausragenden Leistungen waren die Wallabies bei den Laureus Awards 2000 als „Mannschaft des Jahres“ nominiert.

### Im neuen Jahrtausend

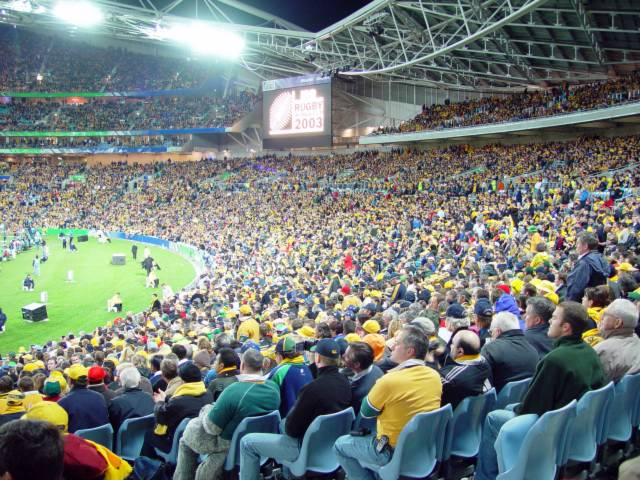
Eröffnungsspiel der WM 2003 zwischen Argentinien und Australien in Sydney

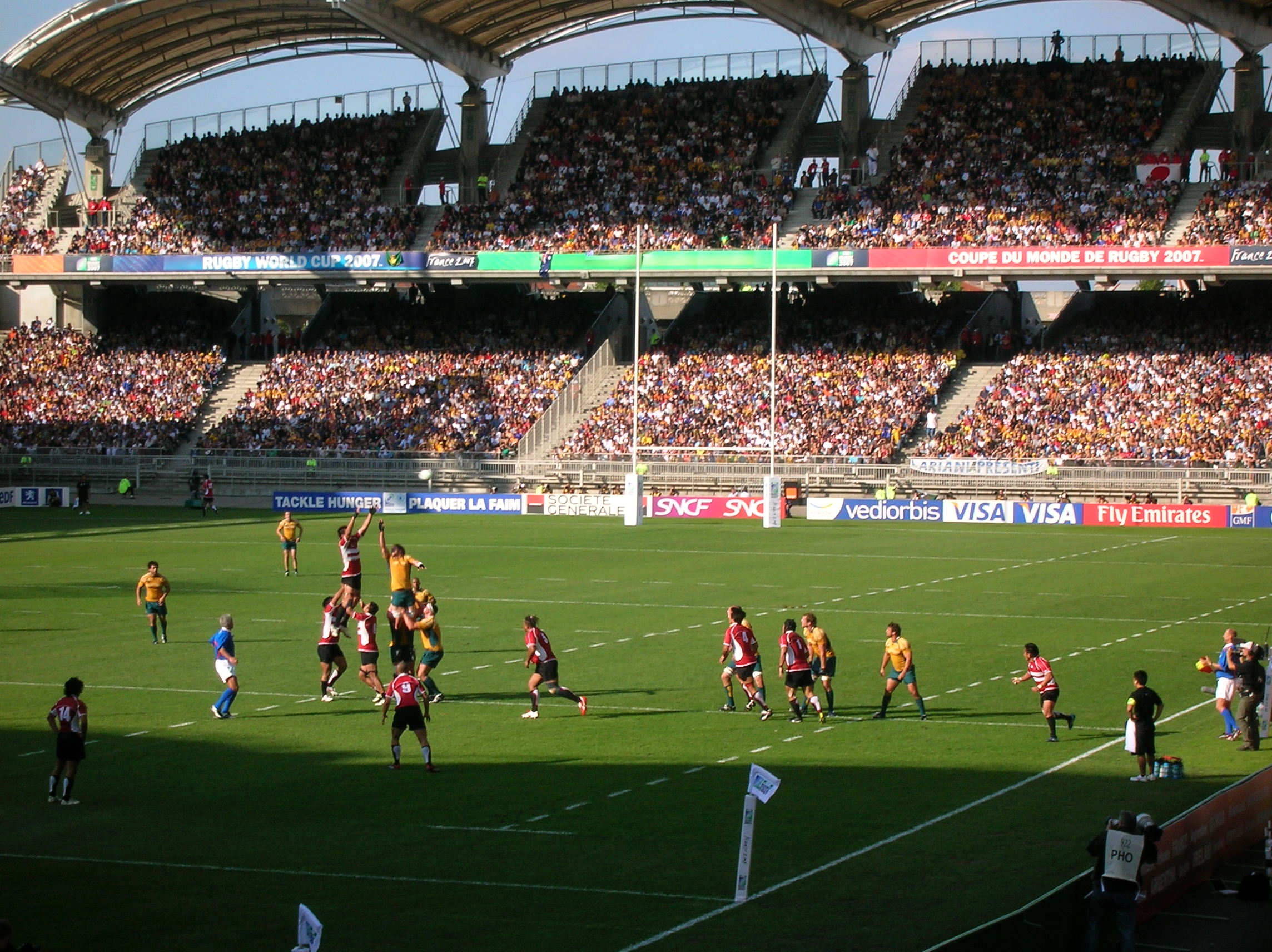
Australien gegen Japan während der WM 2007

2000 verteidigte Australien den Bledisloe Cup und gewann erstmals das Tri-Nations-Turnier. Beim Tri Nations 2001 verteidigten die Wallabies den Titel. Ebenso gelang es ihnen zum ersten Mal, eine Serie von Test Matches gegen die British and Irish Lions für sich zu entscheiden. Nationaltrainer MacQueen trat nach diesem Höhepunkt zurück, seine Nachfolge trat Eddie Jones an. Aufgrund der gestiegenen Popularität wechselten prominente Rugby-League-Spieler wie Mat Rogers, Wendell Sailor und Lote Tuqiri zu Rugby Union und spielten fortan für die Wallabies. Dies stand im Kontrast zum vorhergehenden Jahrhundert, als Union-Spieler zum professionellen Rugby League wechselten. 2001 ernannte das IRB die Wallabies zur „Mannschaft des Jahres“ und Rod Macqueen zum „Trainer des Jahres“.
Die Wallabies konnten ihren Titel beim Tri Nations 2002 nicht verteidigen. Darauf folgten unerwartete Auswärtsniederlagen gegen Irland und England. Beim Tri Nations 2003 mussten die Wallabies den Bledisloe Cup an Neuseeland abgeben. Im selben Jahr begann die Weltmeisterschaft 2003 für die Gastgeber auf Eindruck weckende Weise. In der Gruppenphase gelangen überzeugende Siege sowohl gegen Argentinien als auch gegen Namibia und Rumänien. Im letzten Gruppenspiel setzten sich die Wallabies knapp mit 17:16 gegen Irland durch. Anschließend warfen sie im Viertelfinale Schottland mit 33:16 aus dem Turnier. Ihre stärkste Leistung zeigten sie im Halbfinale, als sie Neuseeland mit 22:10 bezwangen. George Gregan neckte die All Blacks daraufhin mit den Worten „Four more years boys, four more years“ (vier weitere Jahre, Jungs, vier weitere Jahre). In einem spannenden Finale unterlagen die Wallabies den Engländern mit 17:20; die Entscheidung fiel kurz vor Ende der Verlängerung durch ein Dropgoal von Jonny Wilkinson.
Nach dem Ende der Europatour 2005, die einen Negativrekord von acht Niederlagen in neun Spielen abschloss, drängte die Presse auf die Entlassung von Eddie Jones. Im Dezember 2005 gab die Australian Rugby Union dem wachsenden Druck nach und ersetzte ihn einen Monat später durch John Connolly. Beim Tri Nations 2006 gelang den Australiern ein bemerkenswerter 49:0-Sieg über Südafrika, zeigten in den übrigen Spielen aber mittelmäßige Leistungen. Im November desselben Jahres folgte eine seltene Auswärtsniederlage gegen Irland. Am 10. Mai 2007 kamen Australien und Wales überein, mit der Einführung des James Bevan Trophy den 100. Jahrestag des ersten Test Matches zwischen beiden Ländern zu begehen. Benannt ist die Trophäe nach dem in Australien geborenen ersten Mannschaftskapitän der Waliser. Die erste Serie von Test Matches um die neue Trophäe entschied Australien mit 2:0 Siegen für sich.
Bei der Weltmeisterschaft 2007 belegten die Wallabies mit zum Teil sehr deutlichen Siegen über Japan, Wales, Fidschi und Kanada den ersten Platz ihrer Vorrundengruppe. Im Viertelfinale scheiterten sie jedoch mit 10:12 an England und schieden aus. Connolly bot seinen Rücktritt als Nationaltrainer an und wurde Anfang 2008 durch Robbie Deans ersetzt. Da die Schlüsselspieler George Gregan und Stephen Larkham nach der enttäuschenden Weltmeisterschaft ihre Karriere beendet hatten, stand er vor der Aufgabe, eine neue Mannschaft zusammenzustellen. Die Wallabies hinterließen beim Tri Nations 2008 einen zwiespältigen Eindruck. So konnten sie einmal die All Blacks und zweimal die Springboks besiegen. Sie erlitten aber auch ihre größte Niederlage bisher: 8:53 gegen Südafrika in Johannesburg. 2009 konnten die Wallabies zunächst Italien zweimal und Frankreich einmal bezwingen, danach gingen die Leistungen jedoch stark zurück, als sie dreimal gegen Neuseeland und zweimal gegen Südafrika verloren. Bei den End-of-year Internationals 2009 verloren sie zum ersten Mal nach 27 Jahren gegen Schottland.

### Auf und Ab seit 2010

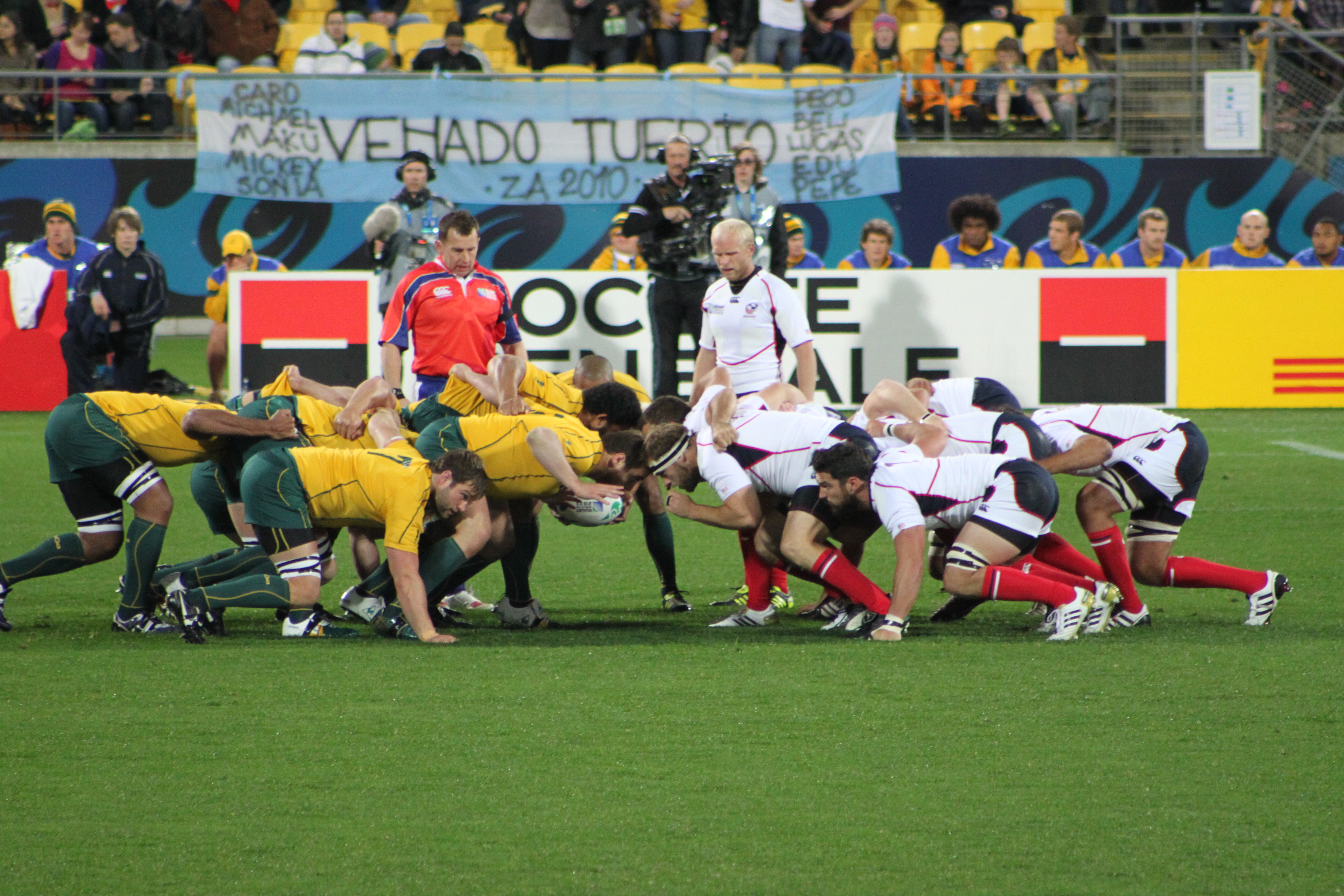
Australien gegen die USA während der WM 2011

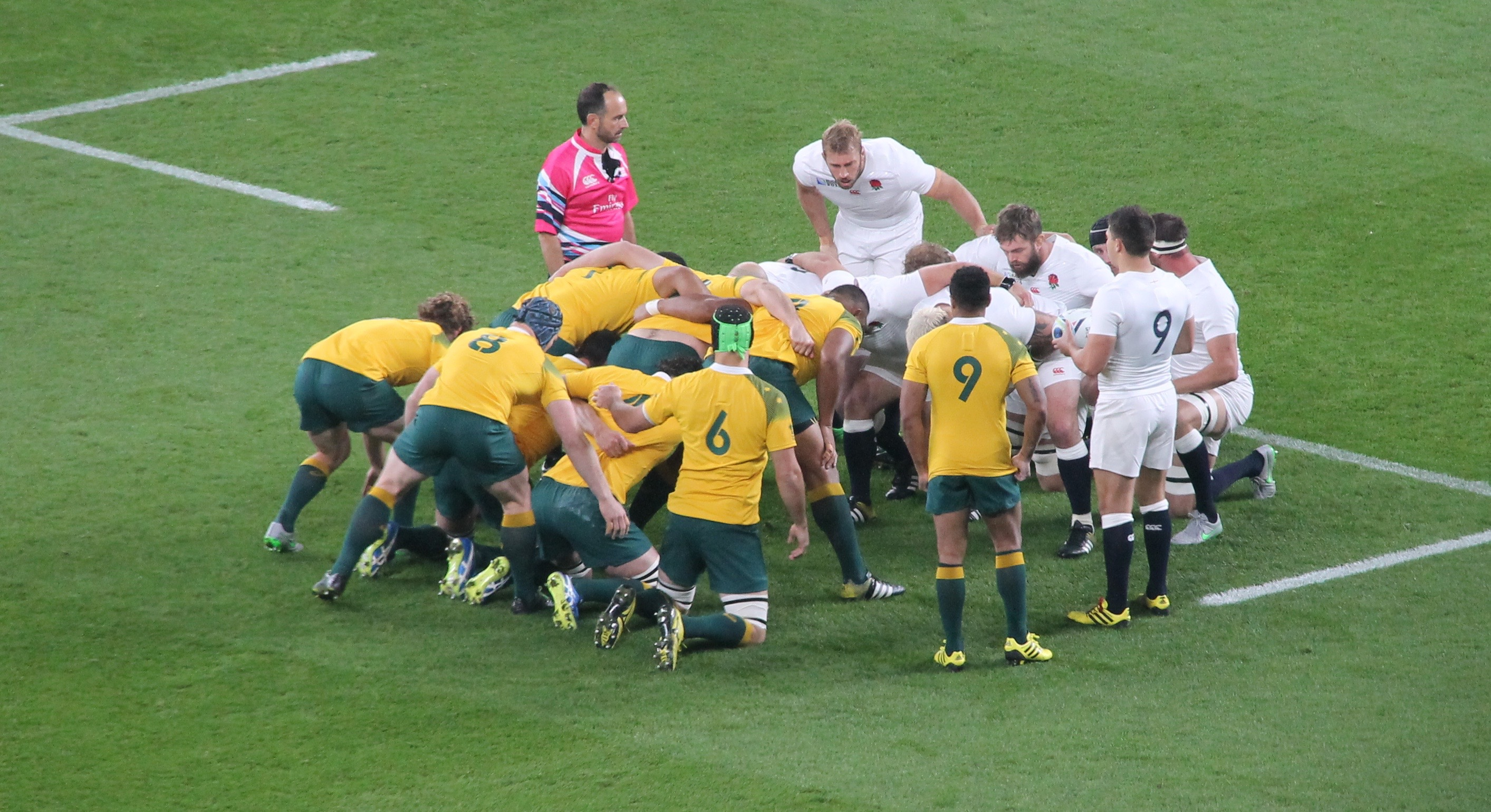
Australien besiegt England während der WM 2015

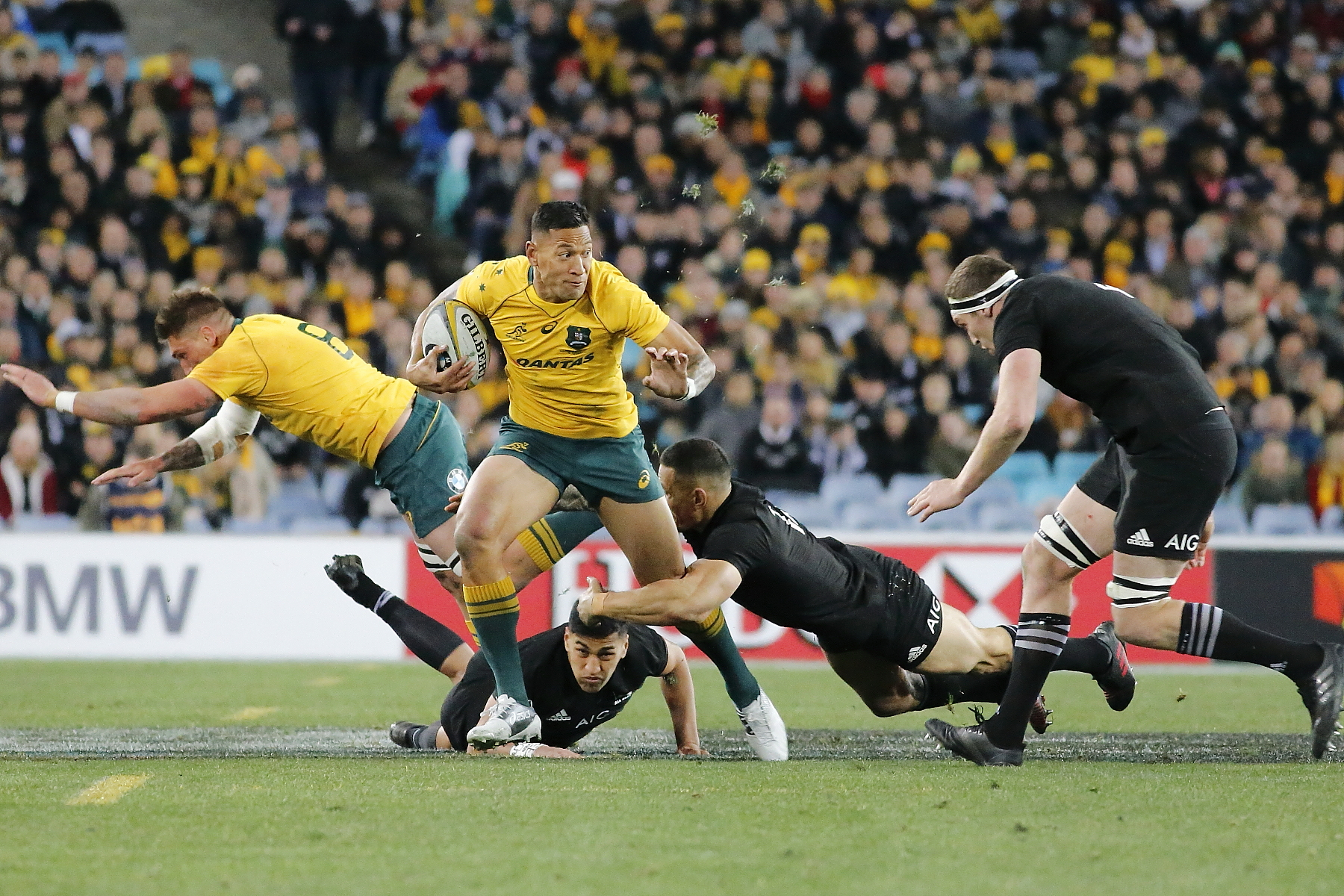
Australien gegen Neuseeland in Sydney (2017)

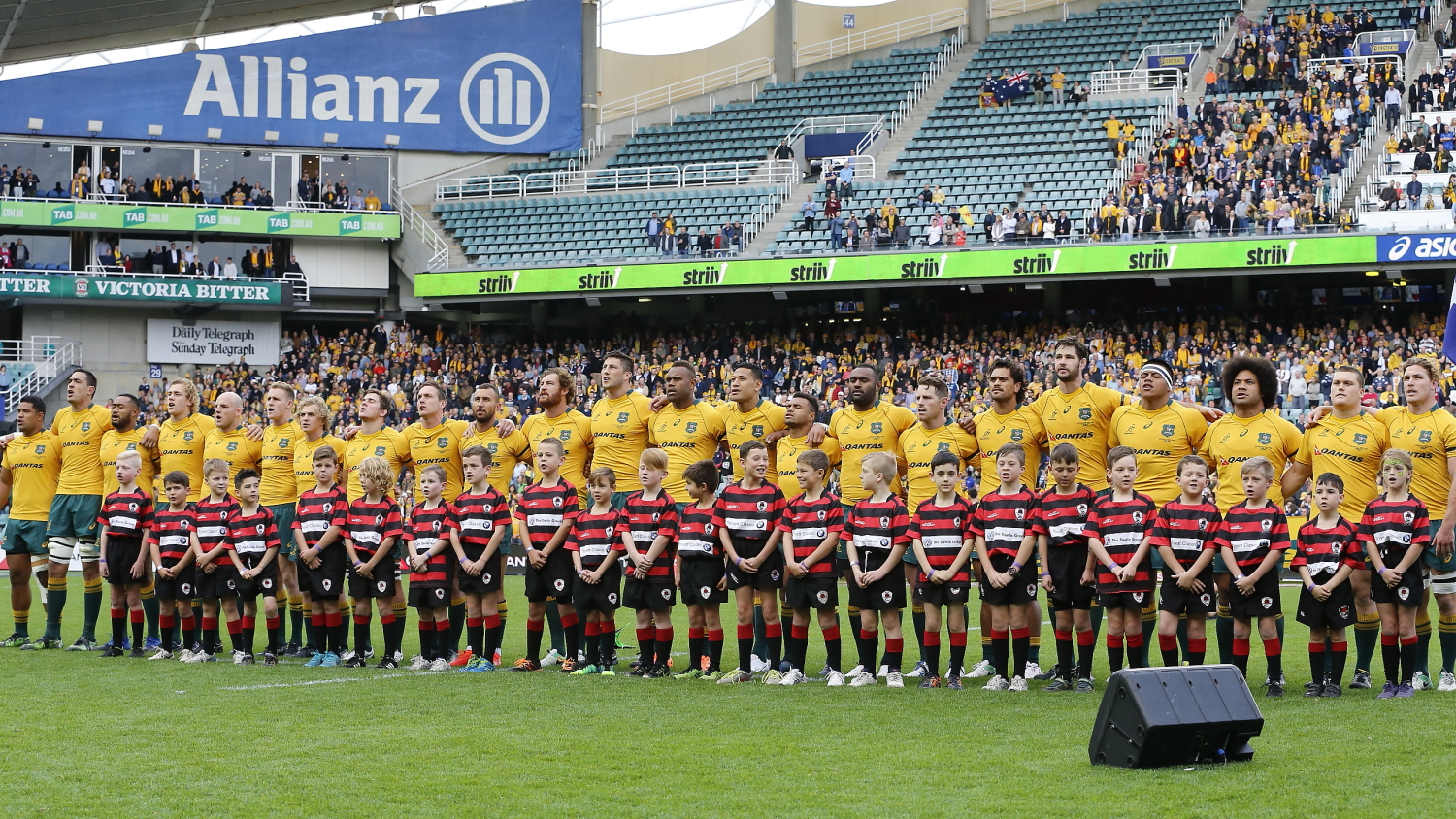
Australien gegen Schottland in Sydney (2017)

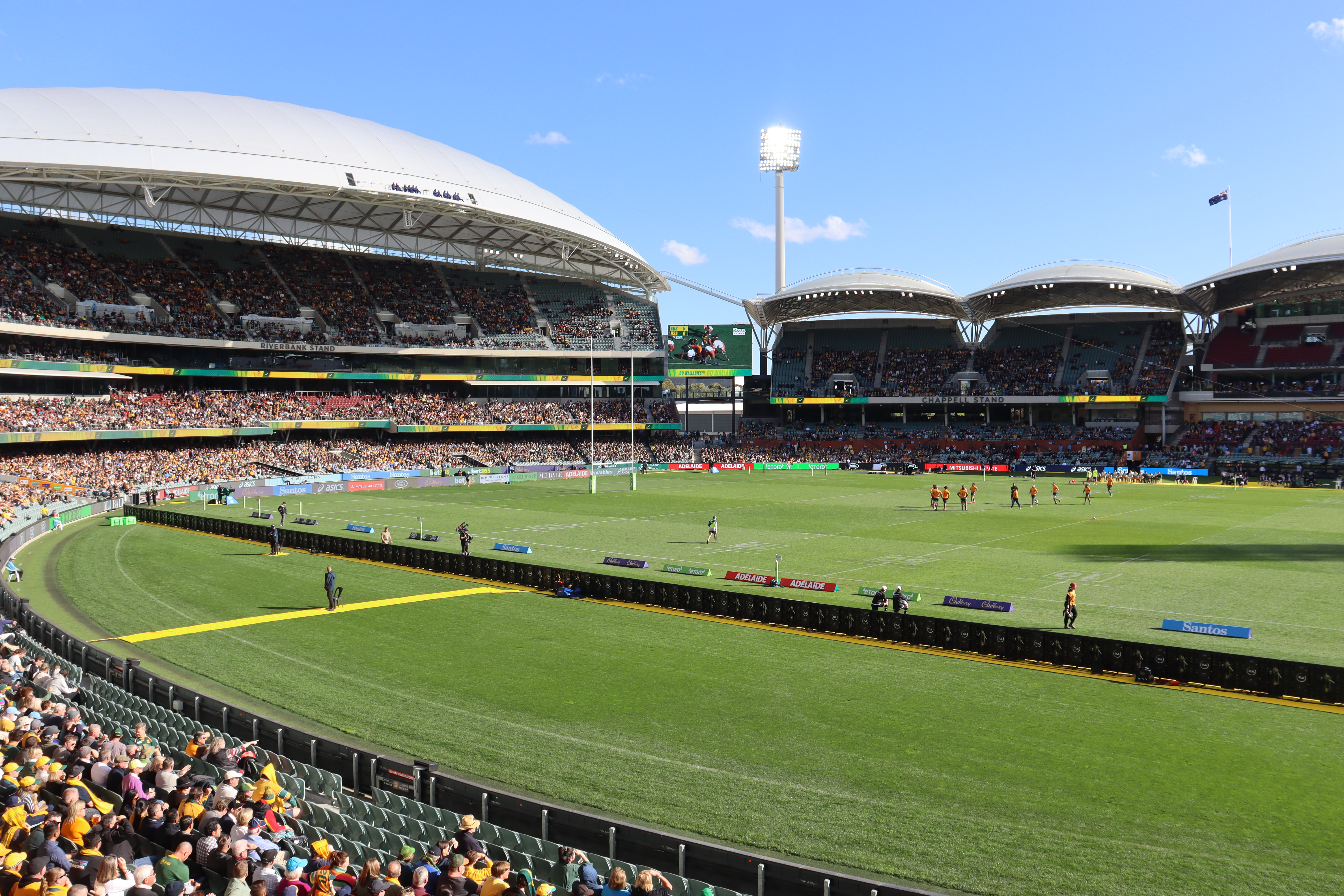
Australien gegen Südafrika in Adelaide (2022)

Die Wallabies erzielten beim Tri Nations 2010 einen Sieg über Südafrika; sie erlitten jedoch auch ihre zehnte Niederlage in Folge gegen Neuseeland – ein neuer Negativrekord. Bei der End-of-year Internationals 2010 konnten die Wallabies die All Blacks jedoch in einem engen Spiel in Hongkong schlagen. Dies war der erste Sieg Australiens über Neuseeland nach drei Jahren. Für die Wallabies begann das Jahr 2011 mit einer überraschenden Heimniederlage gegen Samoa, danach konnten sie jedoch die Tri Nations 2011 für sich entscheiden und holten somit den ersten Titel nach zehn Jahren. Durch die Aufnahme Argentiniens wandelte sich das jährliche Turnier der Südhemisphäre 2012 zur Rugby Championship. Im erweiterten Format gelang es den Australiern nicht, ihren Titel zu verteidigen, auch wenn sie den Neuling zweimal bezwangen. Zum Auftakt der Weltmeisterschaft 2011 siegten die Wallabies über Italien, verloren aber das darauf folgende Spiel gegen Irland. Mit zwei weiteren Siegen über die USA und Russland qualifizierten sie sich dennoch für das Viertelfinale. In diesem trafen sie auf Titelverteidiger Südafrika, der dank einer fast fehlerlosen Abwehrleistung knapp mit 11:9 bezwungen werden konnte. Schließlich scheiterten die Wallabies im Halbfinale mit 6:20 am Gastgeber und späteren Weltmeister Neuseeland. Im Spiel um Platz 3 setzten sie sich mit 21:18 gegen Wales durch.
2012 unterlag Australien daheim gegen Schottland, gleichbedeutend mit der ersten Heimniederlage gegen diese Mannschaft seit 1982. Im selben Jahr konnte Italien nur sehr knapp bezwungen werden, nachdem Luciano Orquera in der letzten Minute einen Straftritt, der Italiens erstes Unentschieden gegen die Wallabies beschert hätte, verschoss. 2013 waren die British and Irish Lions zu Gast in Australien und entschieden zwei der drei Test Matches für sich. Dieser Misserfolg und eine magere Gewinnbilanz trugen dazu bei, dass Nationaltrainer Deans zunehmend unter Druck geriet. Tatsächlich trat er im Juli 2013 nach sechs Jahren im Amt zurück; auf ihn folgte Ewen McKenzie. Die Rugby Championship 2013 endete mit je zwei Niederlagen gegen Argentinien und Neuseeland, hinzu kamen zwei Siege über die Pumas. Die 12:38-Heimniederlage gegen die Springboks war die bis dahin höchste überhaupt. Bei den End-of-year Internationals 2013 führte McKenzie die Wallabies zu vier Siegen in Folge gegen Italien, Irland, Schottland und Wales. Da sie jedoch das Eröffnungsspiel der Serie gegen England verloren hatten, verpassten sie den angestrebten Grand Slam.
2014 konnten die Wallabies erstmals nach vier Jahren die Trophée des Bicentenaires in Empfang nehmen, nach drei Siegen in Folge gegen Frankreich. Als sie daraufhin zum Auftakt der Rugby Championship 2014 ein Unentschieden gegen Neuseeland herausholten und somit zum achten Mal in Folge unbesiegt geblieben waren, bestand die Aussicht, die seit 2002 anhaltende Niederlagenserie um den Bledisloe Cup zu beenden. Doch eine 20:51-Niederlage machte die Hoffnungen zunichte. Im weiteren Verlauf des Turniers erlitten die Australier die erste Niederlage gegen Argentinien nach 17 Jahren; es war dies zugleich der erste Sieg der Pumas nach ihrer Aufnahme in die Rugby Championship. Am 18. Oktober 2014 trat McKenzie als Nationaltrainer zurück, vier Tage später stellte die ARU Michael Cheika als dessen Nachfolger vor. Im ersten Test Match unter dessen Leitung gelang Australien in Cardiff der zehnte aufeinanderfolgende Sieg über Wales. Im weiteren Verlauf der End-of-year Internationals 2014 kamen Niederlagen gegen Frankreich, Irland und Wales hinzu, wodurch die Wallabies auf den sechsten Platz der Weltrangliste abrutschten.
Bei der Rugby Championship 2015 errangen die Wallabies ihren ersten Turniersieg nach neuem Format, nachdem sie je einmal Südafrika, Argentinien und Neuseeland bezwingen konnten. Für die Weltmeisterschaft 2015 in England wurde Australien zusammen mit Wales, Fidschi, dem Gastgeber und Uruguay in eine „Todesgruppe“ gelost. Die Wallabies lösten die schwierige Aufgabe souverän und besiegten alle Gruppengegner, während England sich frühzeitig aus dem Turnier verabschiedete. Im Viertelfinale trafen die Wallabies auf Schottland, das bis 30 Sekunden vor dem Schlusspfiff in Führung lag, ehe Schiedsrichter Craig Joubert Australien einen umstrittenen Straftritt zuerkannte, den Bernard Foley zum knappen 35:34-Schlussergebnis verwertete. Australien besiegte anschließend im Halbfinale Argentinien mit 29:15. Im Finale unterlagen die Wallabies den All Blacks mit 17:34, nachdem sie eine Viertelstunde vor Schluss zwischenzeitlich bis auf 17:21 herangekommen waren. Ende des Jahres wurde der australische Trainer Cheika von World Rugby zum „Trainer des Jahres“ ernannt.
Das Jahr 2016 markierte den Beginn eines ernsthaften Abwärtstrends. Im Juni empfingen die Wallabies die von Eddie Jones trainierten Engländer und verloren drei Test Matches in Folge. Ebenso unterlagen sie in allen drei Begegnungen den All Blacks. Ende des Jahres kamen Niederlagen gegen Irland und zum vierten Mal gegen England hinzu. Kaum besser begann die Saison 2017, als die Wallabies gegen eine geschwächte schottische Mannschaft verlor, die einige Spieler an die British and Irish Lions für deren Tour nach Neuseeland bereitgestellt hatte. Die mäßigen Leistungen setzten sich während der Rugby Championship 2017 fort. Zum Saisonende kamen die fünfte aufeinanderfolgende Niederlage gegen England und eine Rekordniederlage gegen Schottland hinzu. Im Juni 2018 verloren die Wallabies zwei von drei Spielen gegen Irland, anschließend vier der sechs Partien der Rugby Championship 2018. Im Herbst erlitten sie ihre erste Niederlage gegen Wales seit zehn Jahren. Gesamthaft gewannen sie nur vier von 13 Test Matches, was als ihr schlechtestes Kalenderjahr angesehen wird.
Im Rahmen der Rugby Championship 2019 konnte Australien den All Blacks einen 47:26-Sieg abringen, eine der höchsten Niederlagen Neuseelands in einem Test Match. Im darauf folgenden Spiel um den Bledisloe Cup revanchierten sich Neuseeland mit 36:0. Während der Weltmeisterschaft 2019 in Japan siegten die Wallabies in der Vorrunde über Fidschi, Uruguay und Georgien. Eine knappe Niederlage im Vorrundenspiel gegen Wales bedeutete aber, dass sie im Viertelfinale gegen die stark eingeschätzten Engländer antreten mussten. Nach der deutlichen 16:40-Niederlage waren die Weltmeisterschaft und auch die Saison für die Wallabies vorbei. Michael Cheika gab am folgenden Tag seinen Rücktritt als Nationaltrainer bekannt. Im November 2019 wurde Dave Rennie zu seinem Nachfolger ernannt. Nach seiner Rückkehr in die Mannschaft wurde Christian Lealiʻifano bei den Laureus Awards 2020 in der Kategorie „Comeback des Jahres“ nominiert.
Südafrika nahm aufgrund der weltweiten COVID-19-Pandemie nicht an der Tri Nations 2020 teil und die Wallabies landeten nach je einem Sieg und einer Niederlage gegen die All Blacks und zwei Unentschieden gegen die Pumas auf dem dritten und damit letzten Platz. Im ersten Spiel wurde Australien von Neuseeland mit 43:5 deklassiert, gleichbedeutend mit der höchsten Niederlagen gegen den Nachbarn. Während den Mid-year Internationals 2021 gewannen die Wallabies ihre Heimserie gegen die Franzosen mit 2–1. Während der Rugby Championship 2021 gelangen ihnen erstmals vier Siege, womit sie hinter den All Blacks den zweiten Platz erreichten. Die End-of-year Internationals 2021 begannen mit einem Sieg gegen Japan, danach verloren die Wallabies jedoch erstmals in 45 Jahren alle Spiele in Europa. Die Heimserie während der Mid-year Internationals 2022 gegen England verlor Australien mit 1:2. Während der Rugby Championship 2022 erzielten die Wallabies zwei Siege, erlitten aber auch vier Niederlagen, darunter eine Rekordniederlage gegen Argentinien (17:48). Bei den End-of-year Internationals 2022 unterlag Australien erstmals Italien.
Im Januar 2023 wurde der Nationaltrainer Rennie durch Eddie Jones ersetzt, der bereits von 2001 bis 2005 dieses Amt bekleidete. Während der verkürzten Rugby Championship 2023 unterlagen sie in allen drei Spielen und beendeten das Turnier erstmals auf dem letzten Platz. Dieser Negativtrend setzte sich bei der Weltmeisterschaft 2023 in Frankreich fort, als die Wallabies zwar gegen Portugal (35:15) und Georgien (34:14) gewannen, aber gegen Fidschi ihre erste Niederlage in 69 Jahren erlitten (15:22) und gegen Wales gar eine Rekordniederlage (6:40), womit sie erstmals nicht die Finalrunde erreichten.
Im Januar 2024 übernahm Joe Schmidt den Trainerposten von Eddie Jones. Die Rugby Championship 2024 verlief für die Wallabies abermals enttäuschend, nachdem lediglich ein knapper Auswärtssieg über die Pumas (20:19) gelang, worauf jedoch eine Rekordauswärtsniederlage gegen diesen Gegner folgte (27:67), wonach sie abermals auf dem letzten Platz landeten. 2025 verloren die Wallabies ihre zweite aufeinanderfolgende Serie gegen die British and Irish Lions mit 1:2. Australien wird Gastgeber der Weltmeisterschaft 2027 sein.

## Trikot und Spitzname

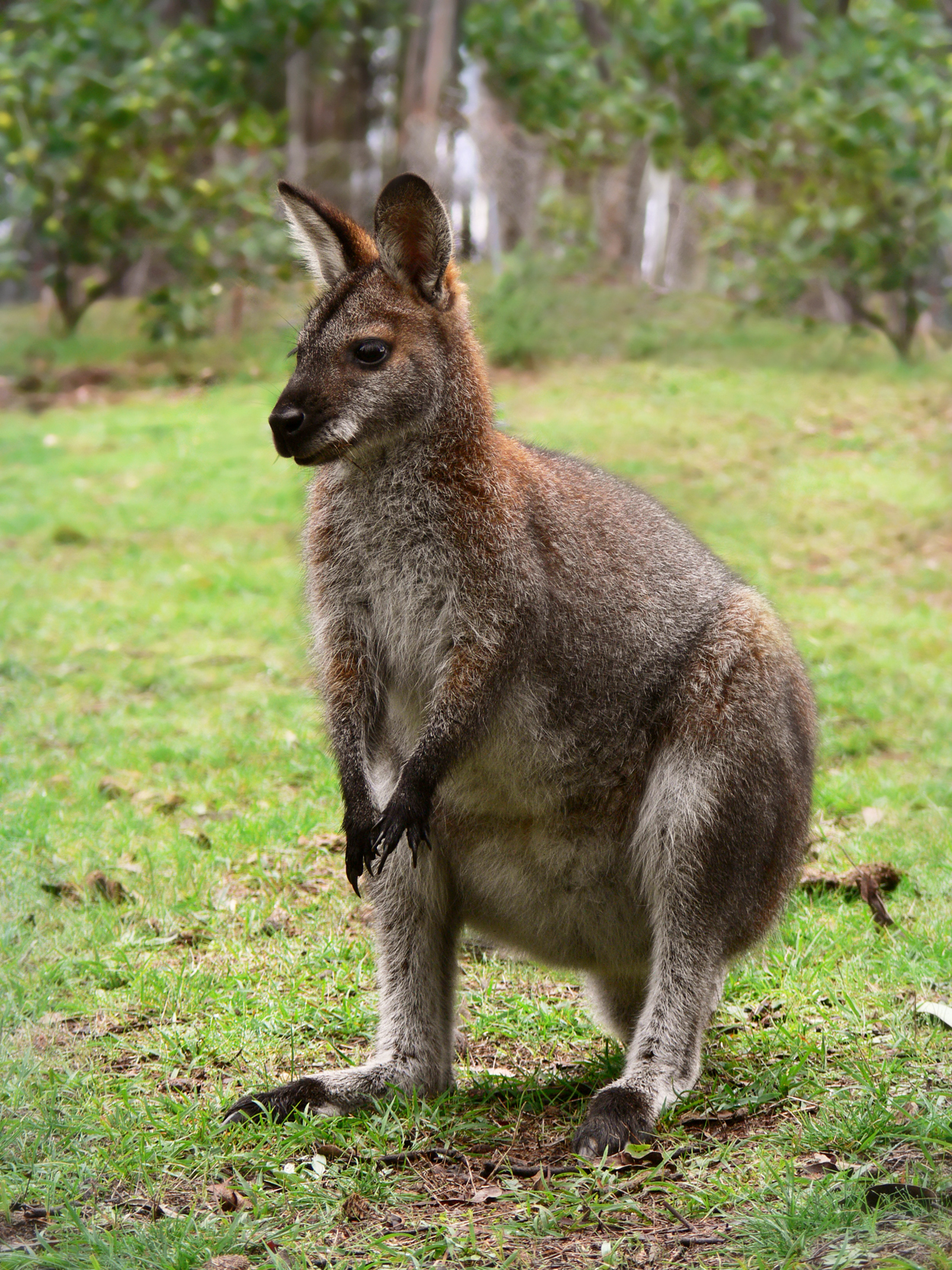
Ein junges Wallaby-Weibchen

Die Wallabies spielen in den traditionellen australischen Sportfarben Grün und Gold. Vor der Einführung eines eigenen Trikots spielten sie in den Mannschaftsfarben des gastgebenden Bundesstaates. Das australische Wappen ersetzte für gewöhnlich das Wappen des Bundesstaates, und in den frühen 1900er Jahren wurden diverse Schattierungen dieser Farben für Spiele benutzt.
1928 kamen die Verbände überein „dass die australischen Sportfarben grün und gold Verwendung finden sollen“. Beim Besuch der All Blacks im darauf folgenden Jahr spielten die Wallabies in einem smaragdgrünen Trikot mit dem aufgestickten australischen Wappen und grünen Socken. In den 1930er Jahren blieb das Trikot fast unverändert. Als die Wallabies 1933 erstmals Südafrika besuchten, trugen die Gäste zur Vermeidung von Verwechslungen himmelblaue Trikots, da damals beide Mannschaften in dunkelgrünen Trikots spielten. Während der Australientour 1953 trugen die Südafrikaner weiße Trikots und während ihrer Tour 1961 trugen die Wallabies goldfarbene Trikots.
Das Auswärtstrikot ist für gewöhnlich grün oder weiß, doch während der Weltmeisterschaft 1995 spielten die Wallabies gegen Rumänien in grün-gold-gestreiften Trikots mit grünen Hosen und Socken. Das von Canterbury entworfene Trikot für die Weltmeisterschaft 2007 mit gebogener gelbbrauner Platte über der Brust, dessen Aussehen an einen Büstenhalter erinnerte, war starker Kritik ausgesetzt. Daraufhin veröffentlichte der Chef-Rugby-Korrespondent der Zeitung The Sydney Morning Herald eine satirische Anekdote, in der das Trikot mit dem bekannten „Männer-BH“ der Charaktere Kramer und Frank Costanza aus der Sitcom Seinfeld verglichen wurde.
Ab 2010 war KooGa der Trikotsponsor Australiens. Das erste KooGa-Trikot der Wallabies wurde von 2010 bis zum Ende der 2012-Saison getragen; für die Saison 2012 entwarf man jedoch andere Hosen und Socken. 2013 stellte KooGa ein neues Trikot für die Serie gegen die British and Irish Lions vor. BLK Sport, das ehemalige australische Subunternehmen von KooGa, wurde nach dieser Tour der neue Trikotausrüster, und das BLK-Logo ersetzte gegen Ende der Saison 2013 jenes von KooGa. Im Oktober 2013 kündigte die ARU an, das ab 2014 Asics der neue Trikotausrüster sein wird. Während des dritten Test Matches um den Bledisloe Cup 2017 trugen die Wallabies erstmals ein Trikot mit einem von den Aborigines inspirierten Design. Während der Weltmeisterschaft 2019 trugen sie ein ähnlich gestaltetes Trikot.
Der Spitzname „Wallabies“ ist von den in Australien einheimischen Wallabys entlehnt. Dieser entstand während der Tour der Australier auf die Britischen Inseln und nach Nordamerika im Jahr 1908. Kurz vorher hatten die Neuseeländer ihre Tour beendet und waren von der britischen Presse All Blacks getauft worden. Daraufhin schlug die britische Presse vor, den Australiern ebenfalls einen Spitznamen zu geben, wobei Rabbits („Kaninchen“) am häufigsten genannt wurde. Die Australier empfanden diesen Spitznamen als entwürdigend und wollten nicht nach einer „eingeführten Plage“ benannt werden. Stattdessen wählten sie Wallabies, was sich rasch durchsetzte. Eine Zeitlang wurden lediglich auswärts spielende Mannschaften der Australier als Wallabies bezeichnet; bei Heimspielen kündigte man sie als Internationals an. Das Mannschaftsmaskottchen trägt den Spitznamen Wally und ist ein Wallaby.

## Trikotausrüster und -sponsoren

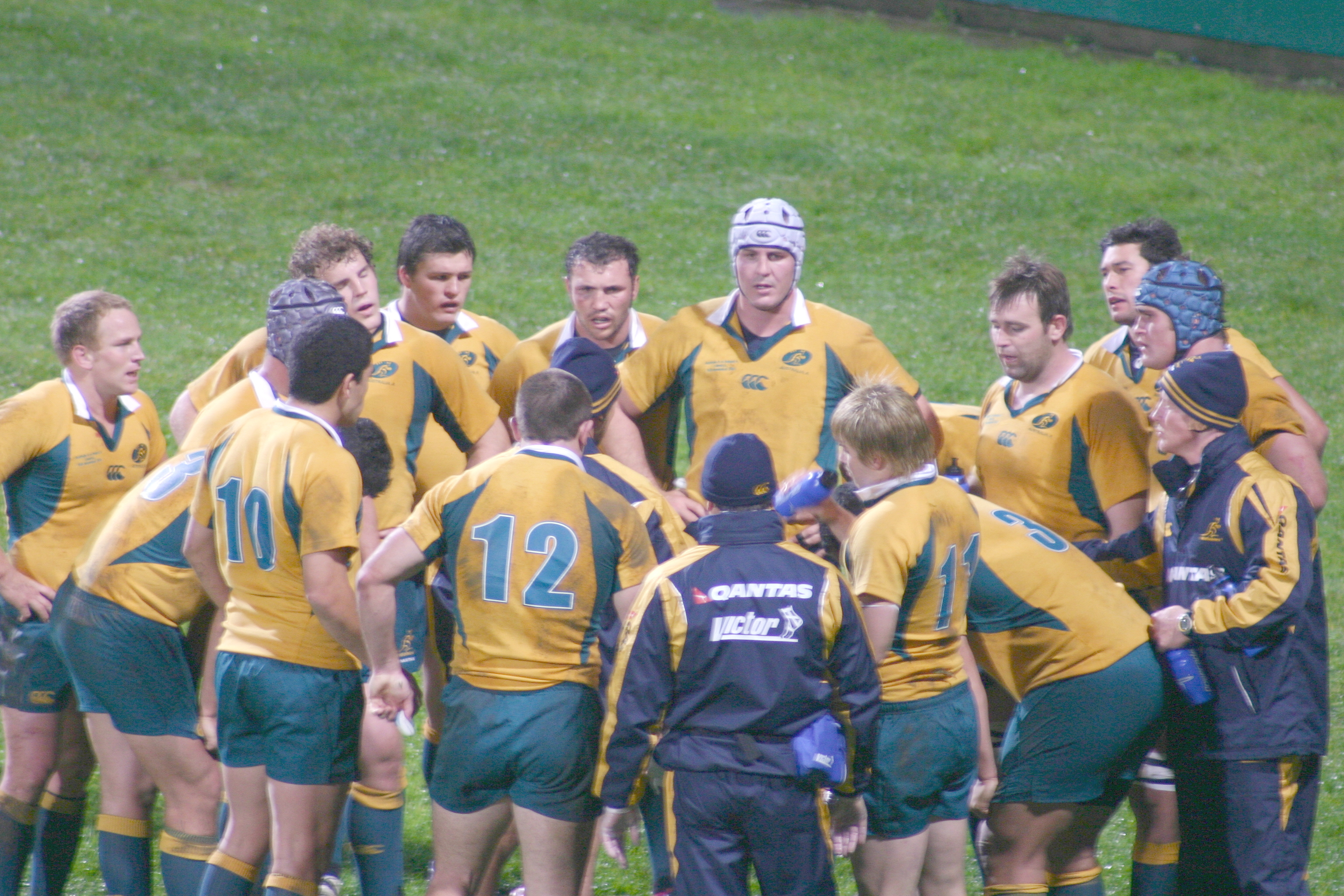
Das alte australische Trikot in den 2000er Jahren

Seit den 1970er Jahren traten die folgenden Trikotausrüster und -sponsoren in Erscheinung:
| Trikotausrüster | Trikotausrüster | Trikotsponsor    | Trikotsponsor |
| Zeitraum        | Marke           | Marke            | Zeitraum      |
| --------------- | --------------- | ---------------- | ------------- |
| 1975–1988       | Adidas          | –                | bis 1989      |
| 1989–1996       | Canterbury      | –                | bis 1989      |
| 1989–1996       | Canterbury      | Castlemaine XXXX | 1990–1994     |
| 1989–1996       | Canterbury      | Schweppes        | 1995–1997     |
| 1997–1999       | Reebok          | Schweppes        | 1995–1997     |
| 1997–1999       | Reebok          | Vodafone         | 1998–2003     |
| 2000–2009       | Canterbury      | Vodafone         | 1998–2003     |
| 2000–2009       | Canterbury      | Qantas           | 2004–2020     |
| 2010–2013       | KooGa           | Qantas           | 2004–2020     |
| 2010–2013       | BLK             | Qantas           | 2004–2020     |
| seit 2014       | Asics           | Qantas           | 2004–2020     |
| seit 2014       | Asics           | Cadbury          | seit 2021     |

## Stadien
Wie in den traditionellen Rugbynationen Argentinien, Frankreich, Neuseeland und Südafrika gibt es in Australien kein offizielles Nationalstadion. Vielmehr absolvieren die Wallabies in zahlreichen verschiedenen Orten Australiens ihre Heimspiele. Zu diesen Stadion gehören das Accor Stadium in Sydney, das Suncorp Stadium in Brisbane, das Melbourne Rectangular Stadium und das Docklands Stadium in Melbourne sowie das Perth Stadium und das Perth Oval in Perth.
Einige der Stadien, in denen die Wallabies früher traditionell Test Matches absolvierten, sind das Concord Oval, der Sydney Cricket Ground und der Sydney Sports Ground, sowie das Ballymore Stadium und die Showgrounds in Brisbane. Mit einer Ausnahme (1958 in Melbourne) spielten die Wallabies bis 1998 ausschließlich in Sydney oder Brisbane.
Die meisten Heimspiele der Wallabies werden entweder im Accor Stadium in Sydney (mit einem Besucherrekord von 109.874 Zuschauern gegen die All Blacks), im Docklands Stadium in Melbourne, in dem die Rekordzuschauerzahl (gegen England) bei 54.868 liegt, im Suncorp Stadium in Brisbane, bei dem der Besucherrekord bei 52.498 Zuschauern liegt und im Subiaco Oval in Perth ausgetragen. Der Besucherrekord im Accor Stadium gegen die All Blacks ist die höchste jemals nachgewiesene Zuschauerzahl bei einer Rugby-Begegnung überhaupt.

## Test Matches

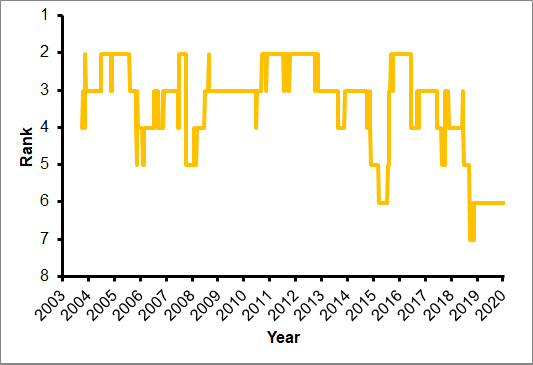
Australien auf der Weltrangliste von World Rugby seit dem 10. Oktober 2003

Australien hat 342 seiner bisher 674 Test Matches gewonnen, was einer Gewinnquote von 50,74 % entspricht. Australiens Statistik der Test Matches gegen alle Nationen, alphabetisch geordnet, ist wie folgt (Stand: 2. August 2025):
| Land                    | Spiele | Gewonnen | Unent- schieden | Verloren | % Siege |
| ----------------------- | ------ | -------- | --------------- | -------- | ------- |
| Argentinien             | 41     | 29       | 3               | 9        | 70,73   |
| British and Irish Lions | 26     | 7        | 0               | 19       | 26,92   |
| England                 | 56     | 27       | 1               | 28       | 48,21   |
| Fidschi                 | 24     | 20       | 1               | 3        | 83,33   |
| Frankreich              | 52     | 29       | 2               | 21       | 55,77   |
| Georgien                | 3      | 3        | 0               | 0        | 100,00  |
| Irland                  | 38     | 22       | 1               | 15       | 57,89   |
| Italien                 | 19     | 18       | 0               | 1        | 94,74   |
| Japan                   | 6      | 6        | 0               | 0        | 100,00  |
| Kanada                  | 6      | 6        | 0               | 0        | 100,00  |
| Namibia                 | 1      | 1        | 0               | 0        | 100,00  |
| Neuseeland              | 179    | 45       | 8               | 126      | 25,14   |
| New Zealand Māori       | 16     | 8        | 2               | 6        | 50,00   |
| Pacific Islanders       | 1      | 1        | 0               | 0        | 100,00  |
| Portugal                | 1      | 1        | 0               | 0        | 100,00  |
| Rumänien                | 3      | 3        | 0               | 0        | 100,00  |
| Russland                | 1      | 1        | 0               | 0        | 100,00  |
| Samoa                   | 6      | 5        | 0               | 1        | 83,33   |
| Schottland              | 35     | 22       | 0               | 13       | 62,86   |
| Spanien                 | 1      | 1        | 0               | 0        | 100,00  |
| Südafrika               | 95     | 40       | 3               | 52       | 42,11   |
| Südkorea                | 1      | 1        | 0               | 0        | 100,00  |
| Tonga                   | 4      | 3        | 0               | 1        | 75,00   |
| Uruguay                 | 2      | 2        | 0               | 0        | 100,00  |
| Vereinigte Staaten      | 8      | 8        | 0               | 0        | 100,00  |
| Wales                   | 49     | 34       | 1               | 14       | 69,39   |
| Gesamt                  | 674    | 342      | 22              | 310      | 50,74   |

Nicht inbegriffen sind Spiele gegen diverse Auswahlmannschaften im Rahmen der Überseetouren der Amateur-Ära sowie die von sowohl New Zealand Rugby als auch der South African Rugby Union nicht offiziell anerkannten Begegnungen mit den New South Wales Waratahs (1920–1928), während Rugby Australia diese als Test Matches ansieht.

## Rivalitäten mit anderen Nationalmannschaften

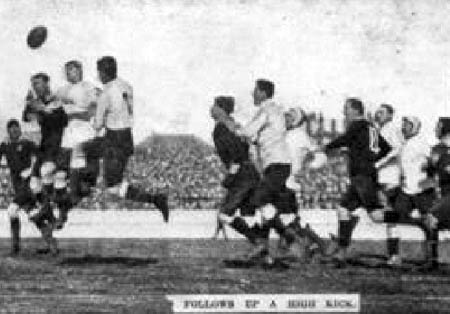
Das erste Test Match zwischen Australien und Neuseeland am 15. August 1903 in Sydney

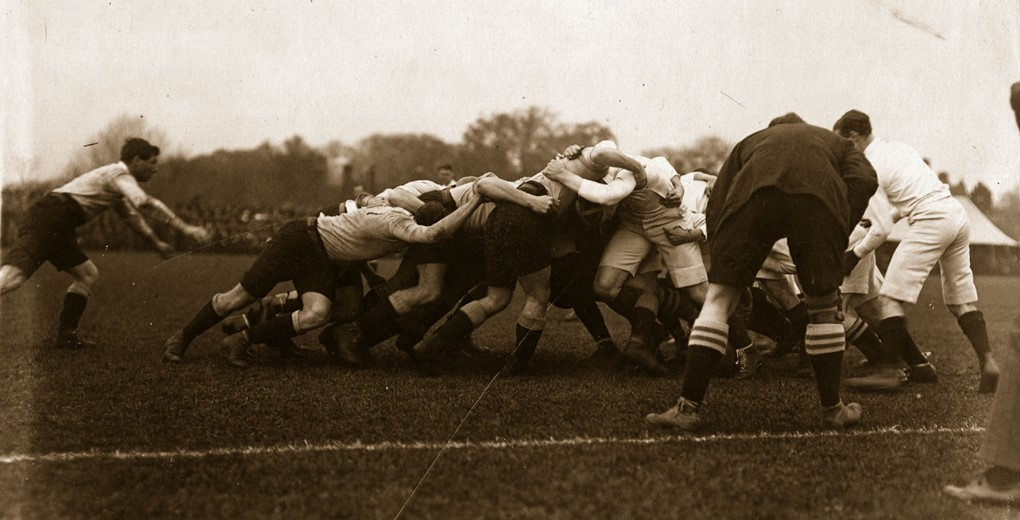
Das erste Test Match zwischen Australien und England am 9. Januar 1909 in Blackheath

Australien pflegt Rivalitäten insbesondere mit den beiden anderen großen Nationalmannschaften der Südhemisphäre, den All Blacks aus Neuseeland und den Springboks aus Südafrika. Besonders die traditionelle sportliche Rivalität gegen Nachbar Neuseeland hat in Australien einen besonderen Stellenwert. Seit 1996 treffen alle drei Mannschaften bei den jährlichen Tri Nations bzw. der Rugby Championship aufeinander.
Wie in anderen Sportarten (vor allem Cricket, Rugby League, Netball und bei den Commonwealth Games) pflegt Australien eine traditionelle Rivalität mit dem Nachbarn Neuseeland, die oft als „Geschwisterrivalität“ (sibling rivalry) bezeichnet wird. Das erste Test Match zwischen beiden Nationalmannschaften fand 1903 während des neuseeländischen Besuches in Australien statt. Seit 1932 spielen beide Teams um den Bledisloe Cup, eine der ältesten Trophäen im internationalen Rugby. Neuseeland und Australien trafen bisher 179 Mal aufeinander, wobei Neuseeland 126 Test Matches gewinnen konnte und Australien 45, dazu kommen acht Unentschieden. Bei Weltmeisterschaften spielten beide Mannschaften bisher viermal gegeneinander (1991, 2003, 2011 und 2015), wobei beide Mannschaften je zwei Spiele gewannen. Beide Länder waren gemeinsam Ausrichter wichtiger Rugbyturniere wie der Rugby-Union-Weltmeisterschaft 1987. Ursprünglich sollte die Rugby-Union-Weltmeisterschaft 2003 ebenfalls in beiden Ländern ausgetragen werden, nach rechtlichen Auseinandersetzungen zwischen dem neuseeländischen Verband und dem Weltverband wurde das Turnier jedoch komplett nach Australien vergeben. Außerdem traf man im Finale der Rugby-Union-Weltmeisterschaft 2015 aufeinander, das Neuseeland gewann.
Wie die anderen etablierten Rugbynationen der südlichen Hemisphäre pflegt auch Australien eine Rivalität mit den Nationalmannschaften der nördlichen Hemisphäre. So traf Australien bei drei seiner vier Endspielteilnahmen auf Mannschaften der Nordhalbkugel (zweimal England und einmal Frankreich, wobei man die Begegnungen 1991 gegen England und 1999 gegen Frankreich gewann). Ein zusätzlicher Aspekt im Duell mit England ist in der seit dem späten 19. Jahrhundert bestehenden starken sportlichen Rivalität zwischen Australien und England begründet, die auch in anderen Sportarten (vor allem im Cricket und auch bei den Commonwealth Games) einen besonderen Stellenwert hat. Gegen England spielte Australien von 1997 bis 2022 um den Cook Cup (benannt nach James Cook) sowie 2001 und 2013 gegen die British and Irish Lions um den Tom Richards Cup; seit 1989 wird gegen Frankreich die Trophée des Bicentenaires, seit 1998 gegen Schottland der Hopetoun Cup, seit 1999 gegen Irland der Lansdowne Cup und seit 2007 gegen Wales die James Bevan Trophy ausgespielt. Der Cook Cup wurde 2022 durch die Ella-Mobbs Trophy (benannt nach den australischen Rugbyspieler und Aborigine Mark Ella sowie den englischen Rugbyspieler Edgar Mobbs) ersetzt. 2021 wurde der Tom Richards Cup mit der Lions Series Trophy ersetzt, die dem Sieger jeder vierjährlichen Lions-Serie überreicht wird.

## Erfolge

### Weltmeisterschaften

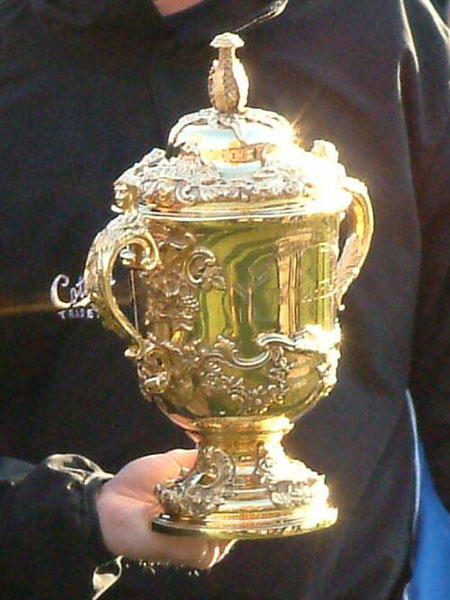
Australien konnte 1991 und 1999 den Webb Ellis Cup in Empfang nehmen

Australien hat bisher an jeder Weltmeisterschaft teilgenommen und konnte den Webb Ellis Cup, die Trophäe der alle vier Jahre ausgetragenen Weltmeisterschaft, bisher zweimal entgegennehmen: bei der zweiten Austragung 1991 und bei der vierten Austragung 1999. Damit wurden die Wallabies die erste Mannschaft, die den Titel zweimal gewinnen konnte. Bei der ersten Weltmeisterschaft 1987, die Australien zusammen mit Neuseeland austrug, schieden die Wallabies im Halbfinale gegen Frankreich aus und verloren danach das Spiel um Platz 3 gegen Wales. Bei der Heimweltmeisterschaft 2003 verloren die Wallabies gegen England im Finale nach Verlängerung. 2011 verloren sie gegen den Titelträger und Gastgeber Neuseeland im Halbfinale, gewannen jedoch das Spiel um Platz 3 gegen Wales. 2015 drangen sie bis ins Finale vor, in dem sie Neuseeland unterlagen. Das bisher schlechteste Abschneiden bei Weltmeisterschaften ist das Ausscheiden in der Vorrunde 2023.
| Jahr | Resultat                   | Spiele                     | Siege                      | Unent.                     | Ndlg.                      | +/-                        | Punkte                     |
| ---- | -------------------------- | -------------------------- | -------------------------- | -------------------------- | -------------------------- | -------------------------- | -------------------------- |
| 1987 | 4. Platz                   | 6                          | 4                          | 0                          | 2                          | 186:108                    | 6                          |
| 1991 | Weltmeister                | 6                          | 6                          | 0                          | 0                          | 126:55                     | 9                          |
| 1995 | Viertelfinale              | 4                          | 2                          | 0                          | 2                          | 109:66                     | 7                          |
| 1999 | Weltmeister                | 6                          | 6                          | 0                          | 0                          | 221:73                     | 6                          |
| 2003 | 2. Platz                   | 7                          | 6                          | 0                          | 1                          | 345:78                     | 18                         |
| 2007 | Viertelfinale              | 5                          | 4                          | 0                          | 1                          | 225:53                     | 20                         |
| 2011 | 3. Platz                   | 7                          | 5                          | 0                          | 2                          | 211:95                     | 15                         |
| 2015 | 2. Platz                   | 7                          | 6                          | 0                          | 1                          | 222:118                    | 17                         |
| 2019 | Viertelfinale              | 5                          | 3                          | 0                          | 2                          | 152:108                    | 16                         |
| 2023 | Vorrunde                   | 4                          | 2                          | 0                          | 2                          | 90:91                      | 11                         |
| 2027 | qualifiziert als Gastgeber | qualifiziert als Gastgeber | qualifiziert als Gastgeber | qualifiziert als Gastgeber | qualifiziert als Gastgeber | qualifiziert als Gastgeber | qualifiziert als Gastgeber |
| 2031 | noch ausstehend            | noch ausstehend            | noch ausstehend            | noch ausstehend            | noch ausstehend            | noch ausstehend            | noch ausstehend            |

### Olympische Spiele
Australien gewann die Goldmedaille beim Rugby-Turnier der Olympischen Spiele 1908 in London.

### Tri Nations / The Rugby Championship

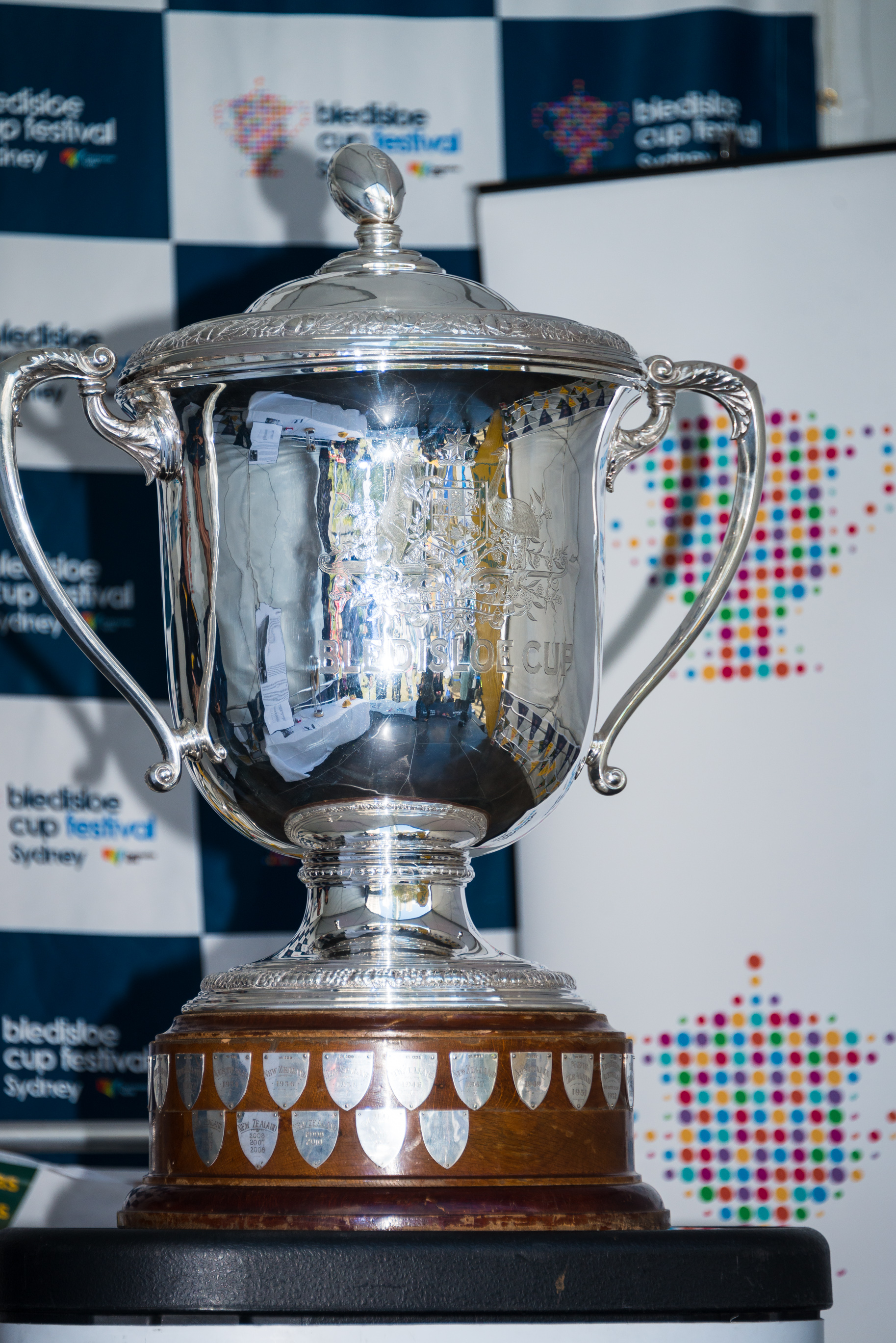
Der Bledisloe Cup

Das einzige jährliche Turnier der Wallabies ist das seit 1996 ausgetragene Tri Nations gegen Neuseeland und Südafrika. Seit der Aufnahme von Argentinien im Jahr 2012 ist das Turnier als The Rugby Championship bekannt. Die Australier erzielten bisher vier Turniersiege (2000, 2001, 2011, 2015). Im Rahmen der Rugby Championship spielen die Wallabies gegen Argentinien um die Puma Trophy (seit 2000), gegen Neuseeland um den Bledisloe Cup (seit 1932) und gegen Südafrika um die Mandela Challenge Plate (seit 2000).
| Land        | Spiele | Siege | Unent. | Ndlg. | Spiel- punkte | Diff. | Bonus punkte | Tabellen- punkte | Titel |
| ----------- | ------ | ----- | ------ | ----- | ------------- | ----- | ------------ | ---------------- | ----- |
| Neuseeland  | 76     | 52    | 0      | 24    | 2054:1449     | + 605 | 35           | 243              | 11    |
| Australien  | 76     | 30    | 3      | 43    | 1591:1817     | − 226 | 34           | 160              | 03    |
| Südafrika   | 72     | 28    | 1      | 43    | 1480:1831     | − 351 | 24           | 138              | 03    |
| Argentinien | 4      | 1     | 2      | 1     | 56:84         | − 28  | 0            | 8                | 0     |

| Land        | Spiele | Siege | Unent. | Ndlg. | Spiel- punkte | Diff. | Bonus- punkte | Tabellen- punkte | Titel |
| ----------- | ------ | ----- | ------ | ----- | ------------- | ----- | ------------- | ---------------- | ----- |
| Neuseeland  | 63     | 51    | 2      | 10    | 2154:1197     | + 957 | 40            | 249              | 09    |
| Südafrika   | 63     | 33    | 4      | 26    | 1637:1383     | + 254 | 30            | 166              | 02    |
| Australien  | 63     | 26    | 3      | 34    | 1411:1735     | − 324 | 14            | 131              | 01    |
| Argentinien | 63     | 12    | 1      | 50    | 1196:2063     | − 867 | 14            | 60               | 0     |

Die Punkte werden wie folgt berechnet: 4 Punkte bei einem Sieg, 2 Punkte bei einem Unentschieden, 0 Punkte bei einer Niederlage (vor möglichen Bonuspunkten), 1 Bonuspunkt für mindestens drei erfolgreiche Versuche mehr als der Gegner, 1 Bonuspunkt bei einer Niederlage mit weniger als sieben Punkten Unterschied.

### Weitere Test Matches

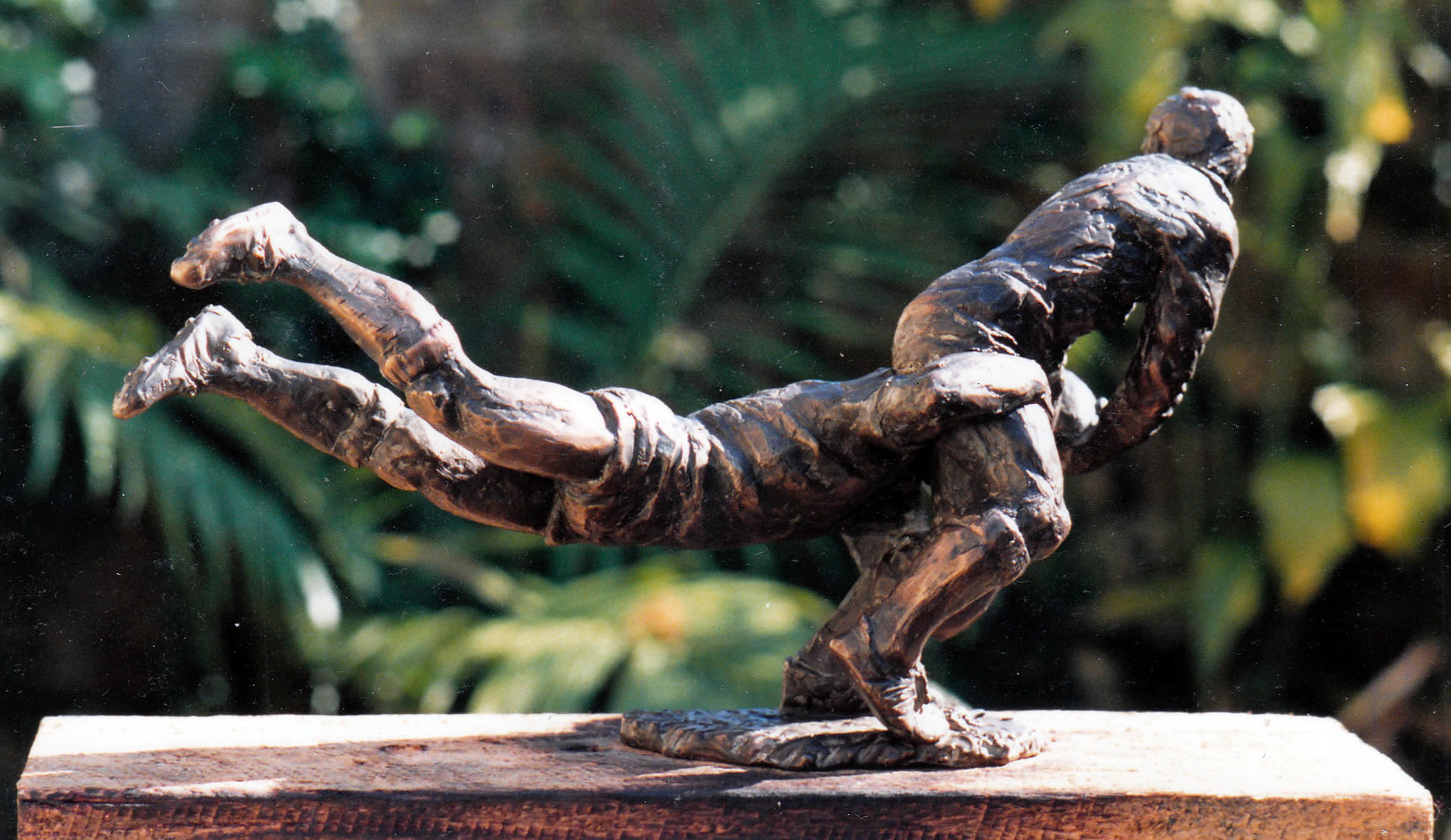
Die Trophée des Bicentenaires

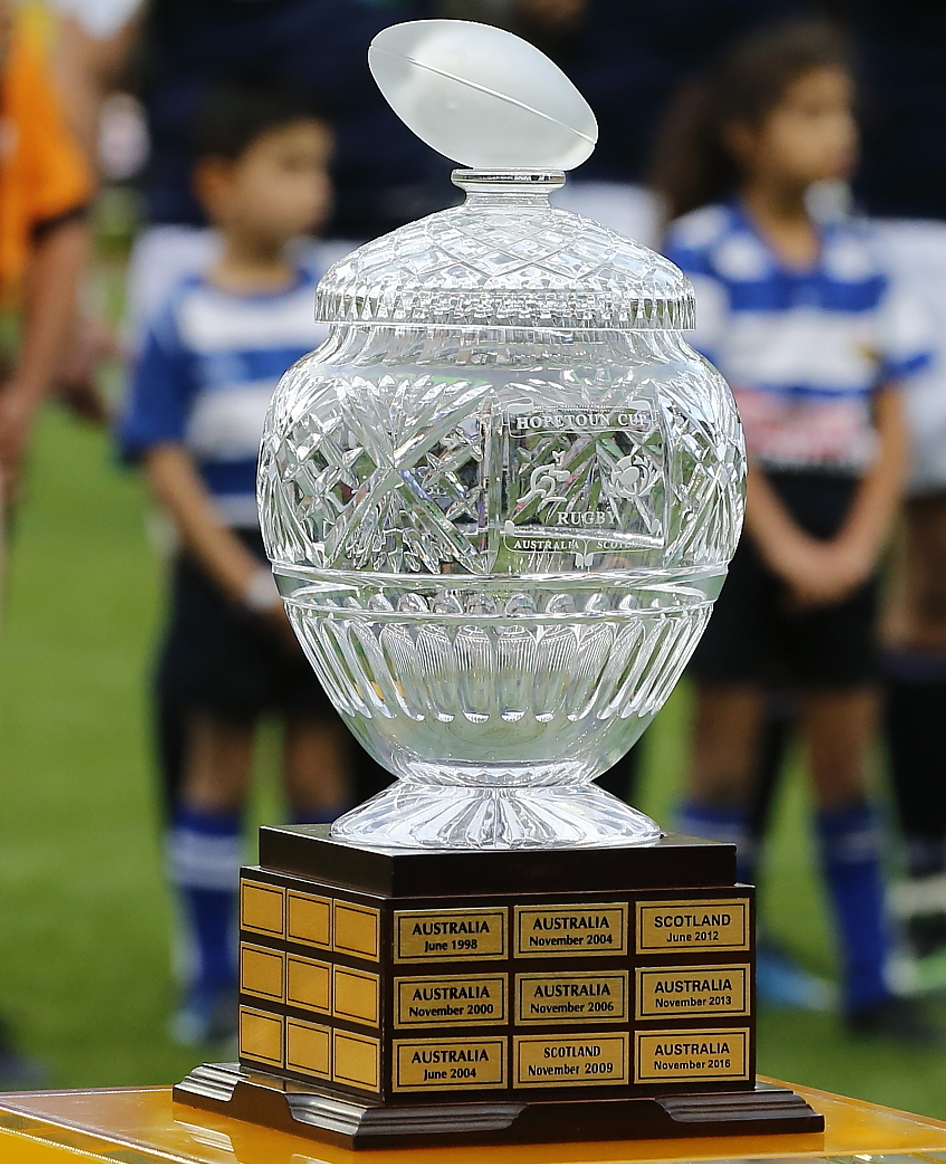
Der Hopetoun Cup

Während der Amateur-Ära tourten die Wallabies zum Teil monatelang ins Ausland, um gegen andere Nationalteams sowie gegen Regionalauswahlen und Vereinsmannschaften anzutreten. Ebenso waren sie Gastgeber von durch Australien tourenden Nationalteams. 1984 gelang Australien ein Grand Slam, das heißt je ein Sieg gegen die Home Nations England, Irland, Schottland und Wales während derselben Tour. Australien ist auch die einzige Mannschaft der Südhemisphäre, die während einer Tour gegen alle vier Home Nations Niederlagen einstecken musste, als man während der Tour 1957/58 alle Test Matches gegen diese Mannschaften verlor; hinzu kam eine Niederlage gegen Frankreich.
Die Touren nach alter Tradition kamen um das Jahr 2000 zum Erliegen. Heute stehen für Test Matches gegen Teams der nördlichen Hemisphäre jedes Jahr zwei Zeitfenster zur Verfügung. Bei den Mid-year Internationals im Juni kommen Teams aus Europa nach Australien, bei den End-of-year Internationals im November reisen die Australier nach Europa.
Einer der traditionsreichsten Wettbewerbe im Rugby Union ist jener um den Bledisloe Cup. Er wird seit 1932 zwischen Australien und Neuseeland ausgetragen, seit 1996 im Rahmen von Tri Nations bzw. Rugby Championship. Ebenfalls ein Teil von Tri Nations ist seit 2000 der alle zwei Jahre ausgetragene Wettstreit mit Südafrika um den Mandela Challenge Plate. Seit 1989 spielt Australien außerdem gegen Frankreich um die Trophée des Bicentenaires, zwischen 1997 und 2022 gegen England um den Cook Cup, seit 1998 gegen Schottland um den Hopetoun Cup, seit 1999 gegen Irland um den Lansdowne Cup, 2001 und 2013 gegen die British and Irish Lions um den Tom Richards Cup und seit 2007 gegen Wales um die James Bevan Trophy. Der Cook Cup wurde 2022 durch die Ella-Mobbs Trophy ersetzt und 2021 der Tom Richards Cup durch die Lions Series Trophy.

## Spieler

### Aktueller Kader
Die folgenden Spieler bilden den Kader während der Rugby Championship 2025:
| Spieler          | Position         | Verein          | Länderspiele |
| ---------------- | ---------------- | --------------- | ------------ |
| Ryan Lonergan    | Gedrängehalb     | Brumbies        | 0            |
| Tate McDermott   | Gedrängehalb     | Queensland Reds | 45           |
| Nic White        | Gedrängehalb     | Western Force   | 73           |
| Ben Donaldson    | Verbinder        | Western Force   | 19           |
| Tane Edmed       | Verbinder        | NSW Waratahs    | 01           |
| James O’Connor   | Verbinder        | Crusaders       | 64           |
| Josh Flook       | Innendreiviertel | Queensland Reds | 04           |
| Len Ikitau       | Innendreiviertel | Brumbies        | 43           |
| Hunter Paisami   | Innendreiviertel | Queensland Reds | 31           |
| Joseph Suaʻaliʻi | Innendreiviertel | NSW Waratahs    | 08           |
| Max Jorgensen    | Außendreiviertel | NSW Waratahs    | 11           |
| Andrew Kellaway  | Außendreiviertel | NSW Waratahs    | 41           |
| Dylan Pietsch    | Außendreiviertel | NSW Waratahs    | 06           |
| Corey Toole      | Außendreiviertel | Brumbies        | 0            |
| Tom Wright       | Schlussmann      | Brumbies        | 41           |

| Spieler                    | Position             | Mannschaft      | Länderspiele |
| -------------------------- | -------------------- | --------------- | ------------ |
| Josh Nasser                | Hakler               | Queensland Reds | 006          |
| Brandon Paenga-Amosa       | Hakler               | Western Force   | 021          |
| Billy Pollard              | Hakler               | Brumbies        | 010          |
| Angus Bell                 | Pfeiler              | NSW Waratahs    | 039          |
| Zane Nonggorr              | Pfeiler              | Queensland Reds | 012          |
| Tom Robertson              | Pfeiler              | Western Force   | 033          |
| Aidan Ross                 | Pfeiler              | Queensland Reds | 000          |
| James Slipper              | Pfeiler              | Brumbies        | 147          |
| Taniela Tupou              | Pfeiler              | NSW Waratahs    | 059          |
| Nick Frost                 | Zweite-Reihe-Stürmer | Brumbies        | 029          |
| Lukhan Salakaia-Loto       | Zweite-Reihe-Stürmer | Queensland Reds | 041          |
| Will Skelton               | Zweite-Reihe-Stürmer | La Rochelle     | 033          |
| Jeremy Williams            | Zweite-Reihe-Stürmer | Western Force   | 014          |
| Nick Champion de Crespigny | Flügelstürmer        | Western Force   | 001          |
| Langi Gleeson              | Flügelstürmer        | NSW Waratahs    | 017          |
| Tom Hooper                 | Flügelstürmer        | Brumbies        | 013          |
| Fraser McReight            | Flügelstürmer        | Queensland Reds | 029          |
| Carlo Tizzano              | Flügelstürmer        | Western Force   | 008          |
| Rob Valetini               | Flügelstürmer        | Brumbies        | 053          |
| Harry Wilson               | Flügelstürmer        | Queensland Reds | 026          |

### Bekannte Spieler

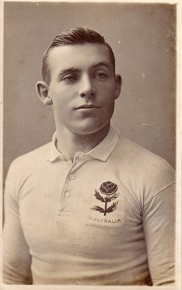
Dan Carroll (1908)

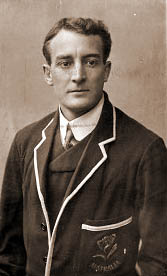
Tom Richards (1908)

16 ehemalige australische Spieler wurden aufgrund ihrer herausragenden Leistungen in die World Rugby Hall of Fame aufgenommen:
| Spieler           | Position                                                         | Aufnahme |
| ----------------- | ---------------------------------------------------------------- | -------- |
| John Eales        | Zweite-Reihe-Stürmer                                             | 2007     |
| Nick Farr-Jones   | Gedrängehalb                                                     | 2011     |
| Nicholas Shehadie | Erste-Reihe-Stürmer, Zweite-Reihe-Stürmer                        | 2011     |
| David Campese     | Außendreiviertel, Schlussmann                                    | 2013     |
| Ken Catchpole     | Gedrängehalb                                                     | 2013     |
| Mark Ella         | Verbindungshalb                                                  | 2013     |
| George Gregan     | Gedrängehalb                                                     | 2013     |
| Tom Lawton        | Verbindungshalb                                                  | 2013     |
| John Thornett     | Erste-Reihe-Stürmer, Zweite-Reihe-Stürmer, Flügelstürmer         | 2013     |
| Michael Lynagh    | Verbindungshalb                                                  | 2014     |
| Tim Horan         | Verbindungshalb, Innendreiviertel                                | 2015     |
| Tom Richards      | Stürmer                                                          | 2015     |
| Dan Carroll       | Innendreiviertel, Verbindungshalb Außendreiviertel, Gedrängehalb | 2016     |
| Stephen Larkham   | Verbindungshalb, Schlussmann                                     | 2018     |
| George Smith      | Flügelstürmer                                                    | 2023     |
| Matt Burke        | Schlussmann                                                      | 2025     |

Ebenfalls aufgenommen wurden die Weltmeistertrainer Bob Dwyer und Rod Macqueen sowie der Schiedsrichter und Kommentator Roger Vanderfield. Fünf Spieler sind zweifache Weltmeister: Dan Crowley, John Eales, Tim Horan, Phil Kearns und Jason Little (alle 1991 und 1999).

### Spielerstatistiken

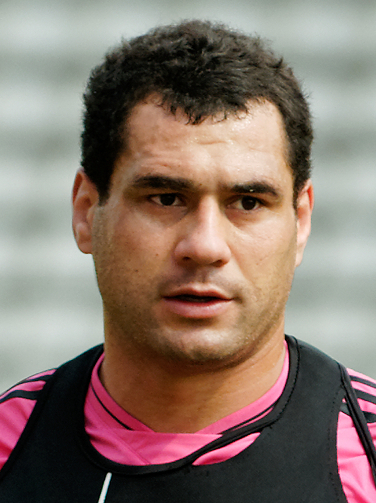
George Smith (2012)

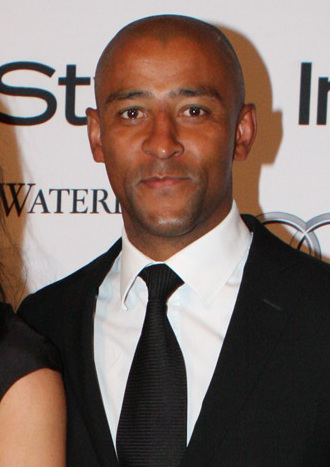
George Gregan (2013)

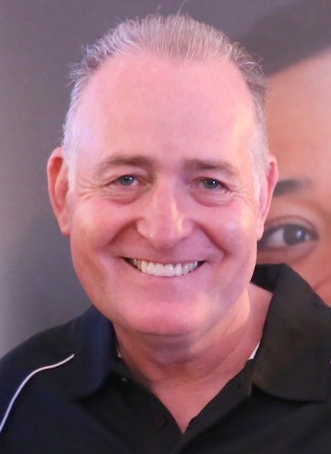
David Campese (2020)

Nachfolgend sind die wichtigsten Statistiken aufgelistet, die Spieler Australiens betreffen. Die mit * markierten Spieler sind noch aktiv und können sich weiter verbessern.
(Stand: August 2025)
| Rang | Name               | Zeitraum  | Spiele |
| ---- | ------------------ | --------- | ------ |
| 01   | James Slipper *    | 2010–2025 | 147    |
| 02   | George Gregan      | 1994–2007 | 139    |
| 03   | Stephen Moore      | 2005–2017 | 129    |
| 04   | Michael Hooper     | 2012–2023 | 125    |
| 05   | Adam Ashley-Cooper | 2005–2019 | 121    |
| 06   | Nathan Sharpe      | 2002–2012 | 116    |
| 07   | George Smith       | 2000–2013 | 111    |
| 08   | Will Genia         | 2009–2019 | 110    |
| 09   | Sekope Kepu        | 2008–2019 | 110    |
| 10   | Rob Simmons        | 2010–2020 | 106    |

| Rang | Name              | Zeitraum  | Spiele |
| ---- | ----------------- | --------- | ------ |
| 01   | Michael Hooper    | 2014–2023 | 69     |
| 02   | George Gregan     | 2001–2007 | 59     |
| 03   | John Eales        | 1996–2001 | 55     |
| 04   | Nick Farr-Jones   | 1988–1992 | 36     |
| 05   | Stirling Mortlock | 2006–2009 | 29     |
| 06   | Stephen Moore     | 2014–2017 | 26     |
| 07   | Rocky Elsom       | 2009–2011 | 24     |
| 08   | Andrew Slack      | 1984–1987 | 19     |
| 09   | Greg Davis        | 1969–1972 | 16     |
| 10   | James Horwill     | 2011–2013 | 16     |

| Rang | Name              | Zeitraum  | Punkte |
| ---- | ----------------- | --------- | ------ |
| 01   | Michael Lynagh    | 1984–1995 | 911    |
| 02   | Matt Burke        | 1993–2004 | 878    |
| 03   | Matt Giteau       | 2002–2016 | 698    |
| 04   | Bernard Foley     | 2013–2023 | 674    |
| 05   | Stirling Mortlock | 2000–2009 | 489    |
| 06   | David Campese     | 1982–1996 | 315    |
| 07   | James O’Connor    | 2008–2023 | 279    |
| 08   | Paul McLean       | 1982–1996 | 260    |
| 09   | Joe Roff          | 1995–2004 | 244    |
| 10   | Quade Cooper      | 2008–2024 | 216    |

| Rang | Name               | Zeitraum  | Versuche |
| ---- | ------------------ | --------- | -------- |
| 01   | David Campese      | 1982–1996 | 64       |
| 02   | Chris Latham       | 1998–2007 | 40       |
| 03   | Adam Ashley-Cooper | 2005–2019 | 39       |
| 04   | Israel Folau       | 2013–2018 | 37       |
| 05   | Drew Mitchell      | 2005–2016 | 34       |
| 06   | Matt Giteau        | 2002–2016 | 30       |
| 07   | Tim Horan          | 1989–2000 | 30       |
| 08   | Joe Roff           | 1995–2004 | 30       |
| 09   | Lote Tuqiri        | 2003–2008 | 30       |
| 10   | Matt Burke         | 1993–2004 | 29       |

## Trainer

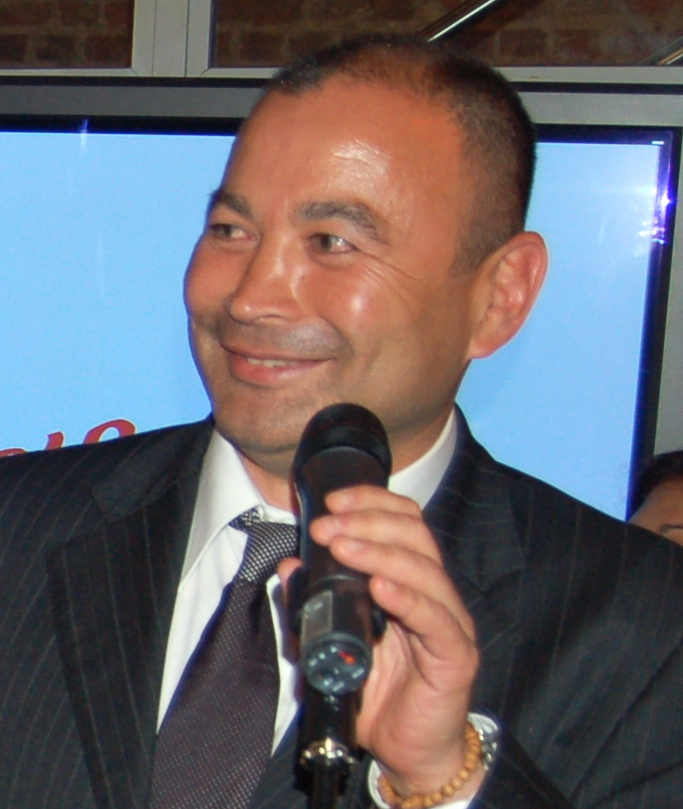
Eddie Jones (2009)

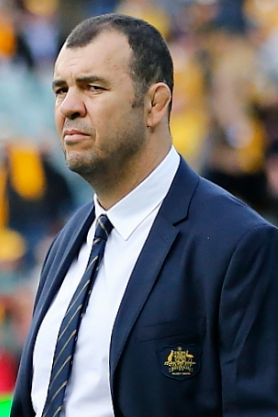
Michael Cheika (2017)

Vor 1982 ernannte Australien keine Trainer auf langfristiger Basis. Die ARU beauftragte Manager mit der Organisation von Überseetouren, und der stellvertretende Manager fungierte häufig als Trainer während der Tour. Manchmal übernahm der Mannschaftskapitän den Posten des Trainers der australischen Mannschaft, insbesondere bei Test Matches daheim, da nach den damaligen Regeln des IRB Heimmannschaften erst drei Tage vor einem Test Match nominiert werden durften.
| Name           | Jahre     | Siege in % | Siege in % |
| -------------- | --------- | ---------- | ---------- |
| Bob Dwyer      | 1982–1983 | 41,67      | 63,01      |
| Bob Dwyer      | 1988–1995 | 67,21      | 63,01      |
| Alan Jones     | 1984–1987 | 70,00      | 70,00      |
| Greg Smith     | 1996–1997 | 63,16      | 63,16      |
| Rod Macqueen   | 1997–2001 | 79,07      | 79,07      |
| Eddie Jones    | 2001–2005 | 57,89      | 57,89      |
| John Connolly  | 2006–2007 | 64,00      | 64,00      |
| Robbie Deans   | 2008–2013 | 58,67      | 58,67      |
| Ewen McKenzie  | 2013–2014 | 50,00      | 50,00      |
| Michael Cheika | 2014–2019 | 50,00      | 50,00      |
| Dave Rennie    | 2020–2023 | 36,40      | 36,40      |
| Eddie Jones    | 2023      | 22,22      | 22,22      |
| Joe Schmidt    | seit 2024 | 47,06      | 47,06      |

## Auszeichnungen
2001 zeichnete der International Rugby Board, seit 2014 World Rugby, Australien als „Mannschaft des Jahres“ aus.